# Chartreuse de Pavie
La chartreuse de Pavie (située dans la commune de Certosa di Pavia et lui donnant son nom italien) est un ancien  monastère de moines-ermites chartreux. Situé à 8 km au nord de Pavie (Italie) et datant du XIVe siècle, c'est le monument le plus important du gothique tardif en Italie.
La chartreuse occupa une place particulière et originale en bordure du parc Visconti au nord du château de Pavie, parc dont il ne reste qu'une  partie aujourd'hui, le parc de la Vernavola, au nord de Pavie, et qui n'est plus relié ni au château ni à la chartreuse.

## Histoire
La  chartreuse de Pavie fut construite par la volonté de Jean Galéas Visconti. Il répondait peut-être à un vœu de sa femme, Caterina Visconti. Le chroniqueur Bernardino Corio rapporte en effet dans son Histoire de Milan (1554) qu'en 1390, Caterina, qui vivait une grossesse difficile, « faisant un vœu sous forme de testament, ordonna que dans la ville de Pavie, où elle se rendait souvent, on construisît un monastère de chartreux pour douze frères, et au cas où elle mourrait en couches, elle pria son mari de bien vouloir exécuter cet ordre ». Gian Galeazzo Visconti choisit d'édifier la chartreuse aux confins nord du vaste parc Visconti (près de 22 km2), qui reliait le château Visconti aux bois de chasse des seigneurs de Lombardie. La chartreuse occupe ainsi une position stratégique, à mi-chemin  entre Milan, la capitale du duché, et Pavie, la seconde ville du duché, où le duc avait grandi et où siégeait la cour.
La chartreuse est également le résultat de tensions politiques créées par les nouvelles aspirations et idéaux politiques de Jean Galéas, désormais orientés dans un sens monarchique. En 1385, Jean Galéas par un coup d'État déposa son oncle Bernabé et réunifia les domaines Visconti sous lui-même, mais le nouveau seigneur de Milan, comme son père Galéas II, résida et entretint sa cour à Pavie (au Château Visconti), rappelant ainsi la mémoire (dont il entendait être l'héritier) des rois lombards et du royaume d’Italie qui, dans le palais royal de Pavie, avaient placé le centre de leur royauté. En 1386, voulant souligner sa centralité remise en cause par les choix du seigneur, les Milanais décident de reconstruire un nouvel édifice : la cathédrale de Milan. Cependant, les relations entre Jean Galéas et les chefs de la fabrique (choisis par les citoyens de Milan) étaient souvent tendues : le seigneur avait l'intention de transformer la cathédrale en mausolée de la dynastie, insérant le monument funéraire de son père Galéas II dans la partie centrale de la cathédrale, ce qui a suscité une forte opposition  à la fois de la fabrique et des Milanais, qui voulaient souligner leur autonomie. Un affrontement survint, qui obligea Jean Galéas à décider (peut-être inspiré de ce que Philippe II de Bourgogne avait récemment réalisé avec la chartreuse de Champmol) la fondation d'un nouveau chantier destiné exclusivement à la dynastie des Visconti : la Chartreuse, à laquelle, sans scrupule, il a affecté à plusieurs reprises de nombreux employés de l'usine Duomo, y compris des employés de haut niveau, tels que Giacomo da Campione ou Giovannino de' Grassi. Dans les intentions du duc, le Duomo était l'église des nobles, des patriciens, du peuple, des guildes d'artisans et de marchands de Milan, la Chartreuse était plutôt l'expression d'une nouvelle forme d'État : le Duché.

Le Parc Visconti, au sommet, près des murs nord du parc, où est la Chartreuse.
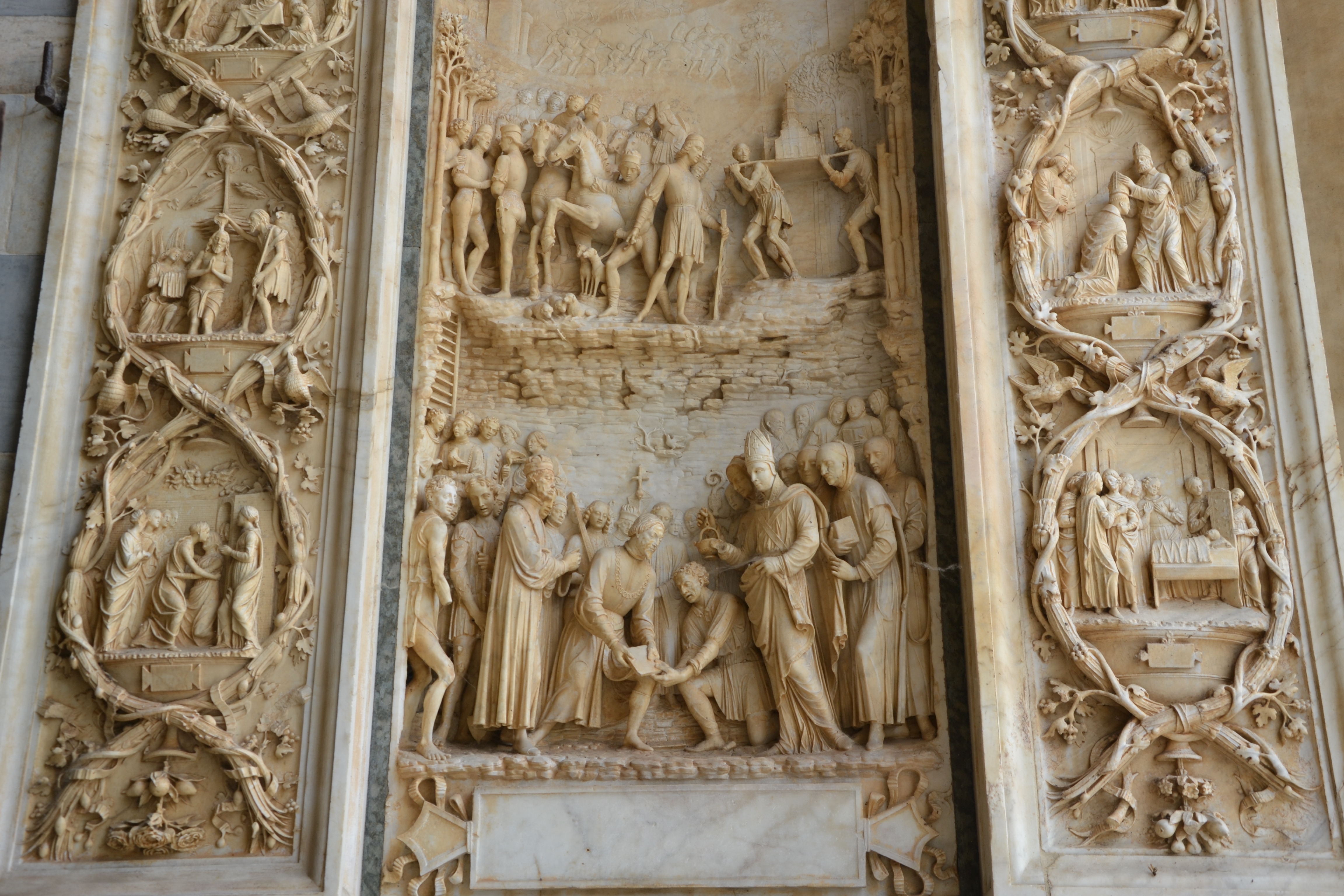
Benedetto Briosco, Jean Galéas Visconti pose la première pierre de la Chartreuse, bas-relief du portail de l'église.
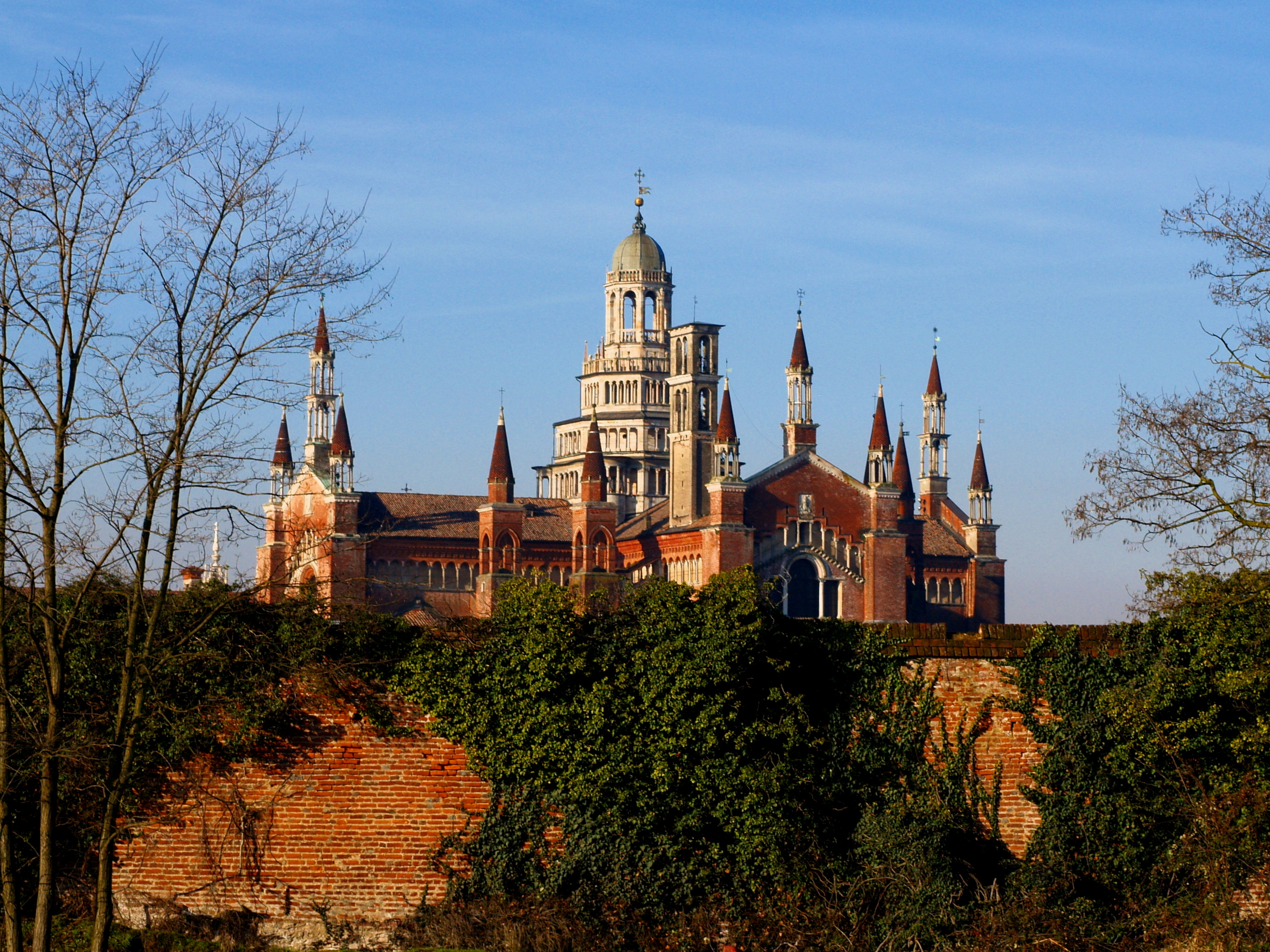
La Chartreuse vue du mur qui la sépare de la campagne environnante.
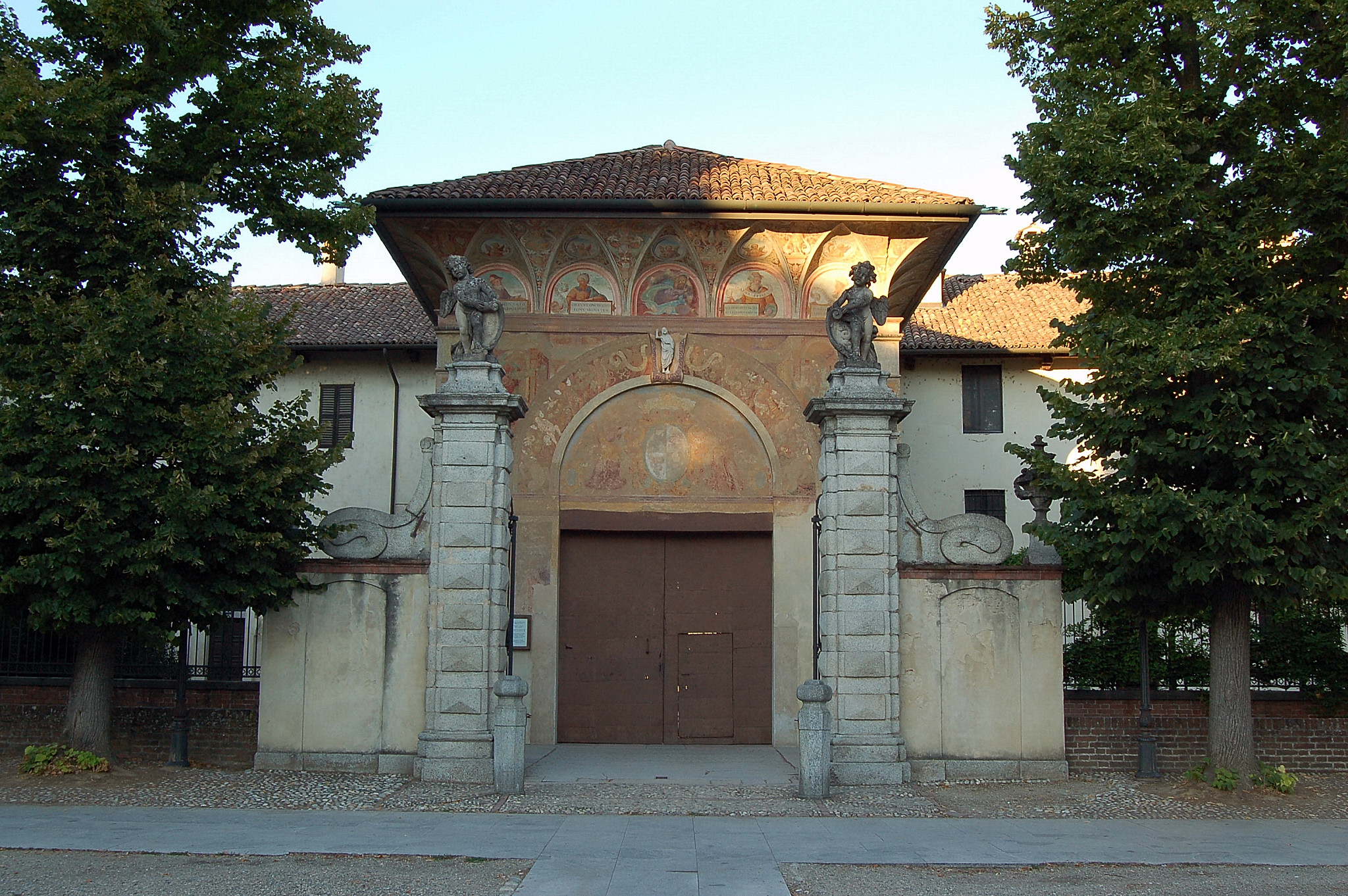
Le vestibule d'entrée du monastère.

Le chantier fut inauguré le 27 août 1396, par la pose de la première pierre, mais les travaux furent interrompus en 1402 par la mort de Gian Galeazzo Visconti, et ne reprirent qu’en 1412, avec l’arrivée au pouvoir de Filippo Maria Visconti. Le nom de Giovanni Solari apparaît dans les archives dès 1428, mais c’est seulement en 1451 que Francesco Sforza le chargea officiellement de construire l’église. Il fut présent sur le chantier de la Chartreuse jusqu’en 1462. Son fils, Guiniforte Solari prit alors sa succession. En 1473, les travaux étaient pratiquement achevés. Il restait encore à exécuter la façade de l’église.
Devant l'absence de carrières de marbre et de pierre aux abords de la Chartreuse, vers le milieu du XVe siècle, se pose le problème de trouver le matériau pierreux nécessaire à la poursuite du chantier. Les chartreux, qui bénéficiaient de revenus substantiels et constants garantis par les vastes fonds agricoles donnés par Jean Galéas Visconti et ses successeurs à la Chartreuse et d'un fort soutien financier et politique des Sforza, contrairement à d'autres grandes fabriques lombardes contemporaines, comme celle de la cathédrale de Milan et celle de la cathédrale de Pavie, n'ont jamais acquis leurs propres carrières de marbre, mais se sont toujours appuyées sur des fournisseurs privés, principalement sur la Veneranda Fabbrica del Duomo di Milano. Déjà en 1463, le chantier milanais fournissait le marbre pour les chapiteaux des cloîtres et en 1473 un contrat fut signé entre la Fabbrica del Duomo et les moines de la Chartreuse, par lequel la Fabbrica s'engageait à garantir un approvisionnement continu en marbre et en pierre de construction à la Chartreuse. Le contrôle du marbre a été confié à Guiniforte Solari, qui était alors responsable des deux chantiers. Les matériaux, qui, à l'instar de ceux de la cathédrale de Milan, bénéficiaient de l'exemption de droits ducale, atteignaient la Chartreuse par le Navigliaccio et étaient débarqués à Binasco, d'où ils continuaient en charrette jusqu'au chantier ; après la restauration de la section navigation entre Binasco et Pavie (1473), il devint possible de décharger les marbres et les pierres directement à la Chartreuse. Toujours en 1473 commencèrent les travaux de revêtement et de décoration de la façade du monastère, pour lesquels les chartreux décidèrent d'utiliser, cas unique dans la région lombarde, le marbre de Carrare, alors considéré comme de plus grande valeur que celui de Candoglia et dont le coût était plus élevé que les autres matériaux disponibles dans la région du Val d'Ossola.
Dès 1476, les chartreux nouent des relations avec quelques familles de marchands et de carriers de Carrare, comme les Maffioli, tenanciers des carrières du marquis Malaspina. Le marbre précieux, après avoir été embarqué à Carrare, arriva par bateau, après avoir fait le tour de l'Italie, à l'embouchure du Pô, d'où il remonta ensuite jusqu'à Pavie. Le trafic du marbre de Carrare vers la Chartreuse était si volumineux que les chartreux eux-mêmes allaient le revendre à d'autres chantiers navals lombards et notamment à la Veneranda Fabbrica del Duomo di Milano.
Le 1er mars 1474, la dépouille du fondateur est solennellement transportée dans le chœur de l'église.
Galéas Marie Sforza fait ériger la façade de la chartreuse à partir de 1474 sous la conduite de deux équipes de sculpteurs, l'une autour des frères  Cristoforo et Antonio Mantegazza qui ont été choisis par ses soins, l'autre autour de Giovanni Antonio Amadeo qui a été choisi par les moines.
En 1494, Ludovico a la fierté de faire visiter la chartreuse au roi de France Charles VIII qui se montre très impressionné. L'église est finalement consacrée le 3 mai 1497;.
Le chantier s'interrompt en 1500 avec la chute de Ludovico il Moro et la conquête du duché par le roi de France Louis XII. En octobre 1524, le roi de France François Ier s'arrête dans la Chartreuse avant de commencer le siège, qui se terminera par la bataille de Pavie en 1525.
Les moines chartreux qui y vivaient étaient initialement douze, en vie cloîtrée, au total, et liés par un contrat qui prévoyait l'utilisation d'une partie de leurs revenus (champs, terres, revenus, etc.) pour la construction du monastère lui-même. Au XVIIIe siècle, le monastère était propriétaire de grands domaines (en partie déjà donnés par Jean Galéas et ses successeurs) dispersés dans la campagne fertile entre Pavie et Milan, tels que Badile, Battuda, Bernate, Binasco, Boffalora (ici les moines avaient plusieurs bâtiments situés le long du Naviglio Grande, également utilisés comme entrepôts, tavernes et, jusqu'en 1775, géraient également le service postal le long du canal), Borgarello, Carpiano (le château de Carpiano et l'église de Saint Martin appartenaient également aux moines), Carpignano, Milan , Giovenzano, Graffignana, Landriano, Magenta, Marcignago, Opera, Pairana, Pasturago, Quintosole, San Colombano (où ils contrôlaient également le château de San Colombano) Torre del Mangano, Trezzano, Velezzo, Vidigulfo, Vigano Certosino (où le monastère possédait également un hospice), Vigentino, Villamaggiore, Villanterio, Villareggio et Zeccone, ce qui totalisait 2 325 hectares de terres irriguées. En outre, la Chartreuse possédait également un grand palais, avec un jardin et un oratoire à Milan, dans la paroisse de San Michele alla Chiusa, un palais et l'église de Santa Maria d'Ognissanti à Pavie et, à partir de la seconde moitié du XVIIe siècle, une grande ferme spécialisée dans la production de vin, avec un bâtiment à Casteggio.
En 1560, le Prieur général des Chartreux, un certain Piero Sarde, autorisa l'installation d'équipements appropriés pour l'impression des missels et des livres de chœur, et le 28 août il invita toutes les chartreuses d'Italie à s'approvisionner exclusivement en produits de la nouvelle imprimerie (le premier livre Breviarium Carthusiensis a été imprimé en 1561).
Par contrat, les chartreux devaient consacrer une partie de leurs revenus pour continuer la construction de la chartreuse et, pour cette raison, elle comporte des œuvres d'art du XVe au XVIIIe siècle. En 1782, les chartreux furent expulsés par l'empereur Joseph II et les cisterciens leur succédèrent en 1784, et ensuite les carmélites en 1789. En 1796, en représailles à la révolte de Pavie, la couverture en plomb de la toiture de l'église fut enlevée par les Français contre l'armée de Napoléon, ainsi que l'argenterie liturgique et le grand dais, recouvert d'éclats d'or et de pierres précieuses, utilisé pour la procession des Corpus Domini. En 1810, le monastère fut fermé jusqu'au retour des chartreux en 1843. En 1866, l'État italien le réquisitionna comme monument national et les bénédictins l'occupèrent jusqu'en 1880.
Les moines qui l'occupent depuis les années 1960 sont des cisterciens.

## Architecture
L'église de la chartreuse est constituée d'une grande nef, de collatéraux bordés de chapelles, d'un profond transept qui se termine, comme le chœur, par un triforium voûté en cul-de-four. La tour-lanterne à la croisée du transept est magnifiquement décorée. L'édifice est doté de galeries naines et d’une façade dont la luxuriance des sculptures entre en complète contradiction avec les principes de sobriété de l'ordre, mais correspond aux besoins d'ostentation symbolique des fondateurs et de leur descendance. La brique rouge des murs et les décorations en terracotta des arcatures contrastent harmonieusement avec la pierre blanche des galeries naines, de la tour de croisée et des frontons et avec le marbre des colonnes.

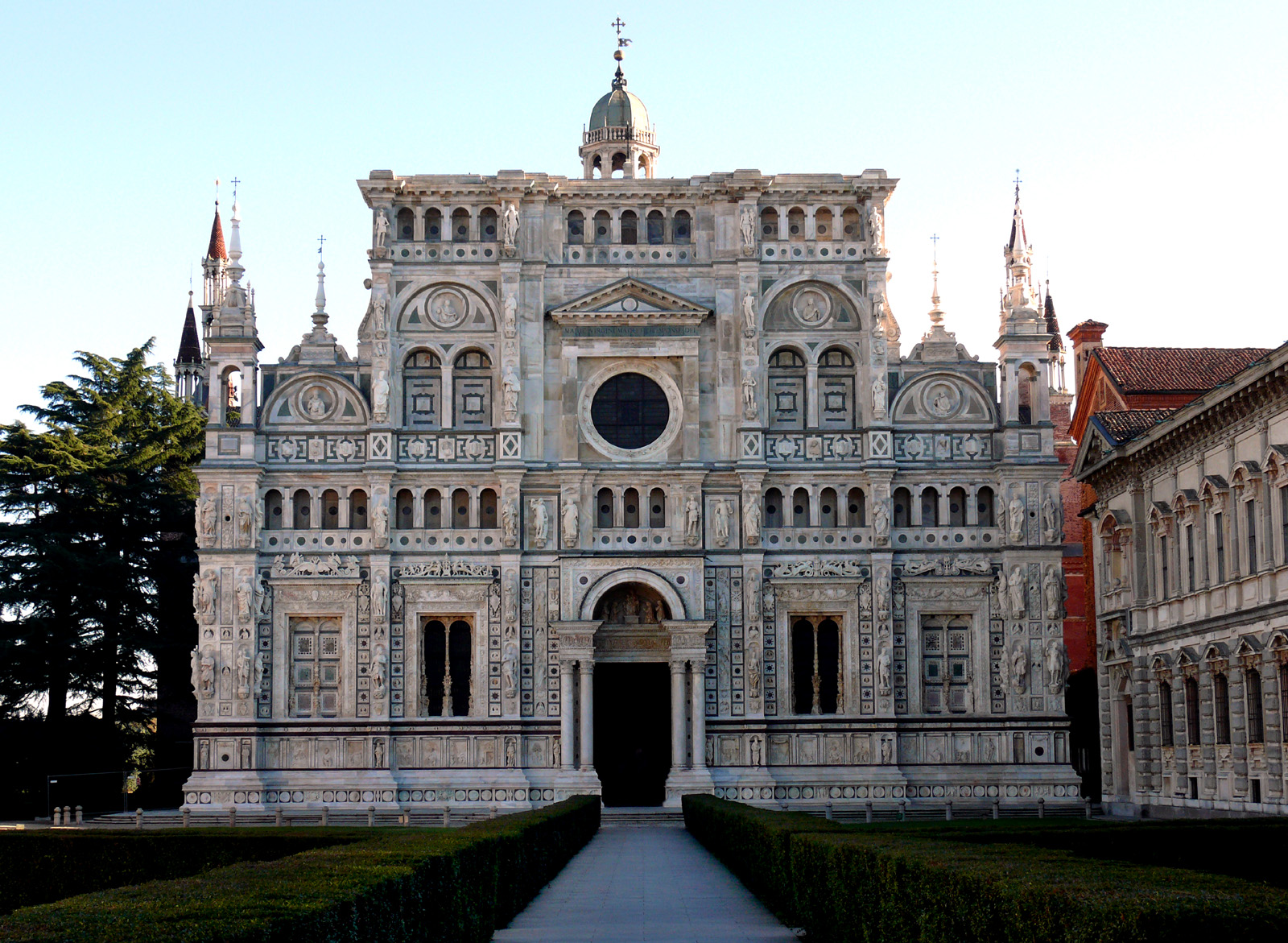
La façade.
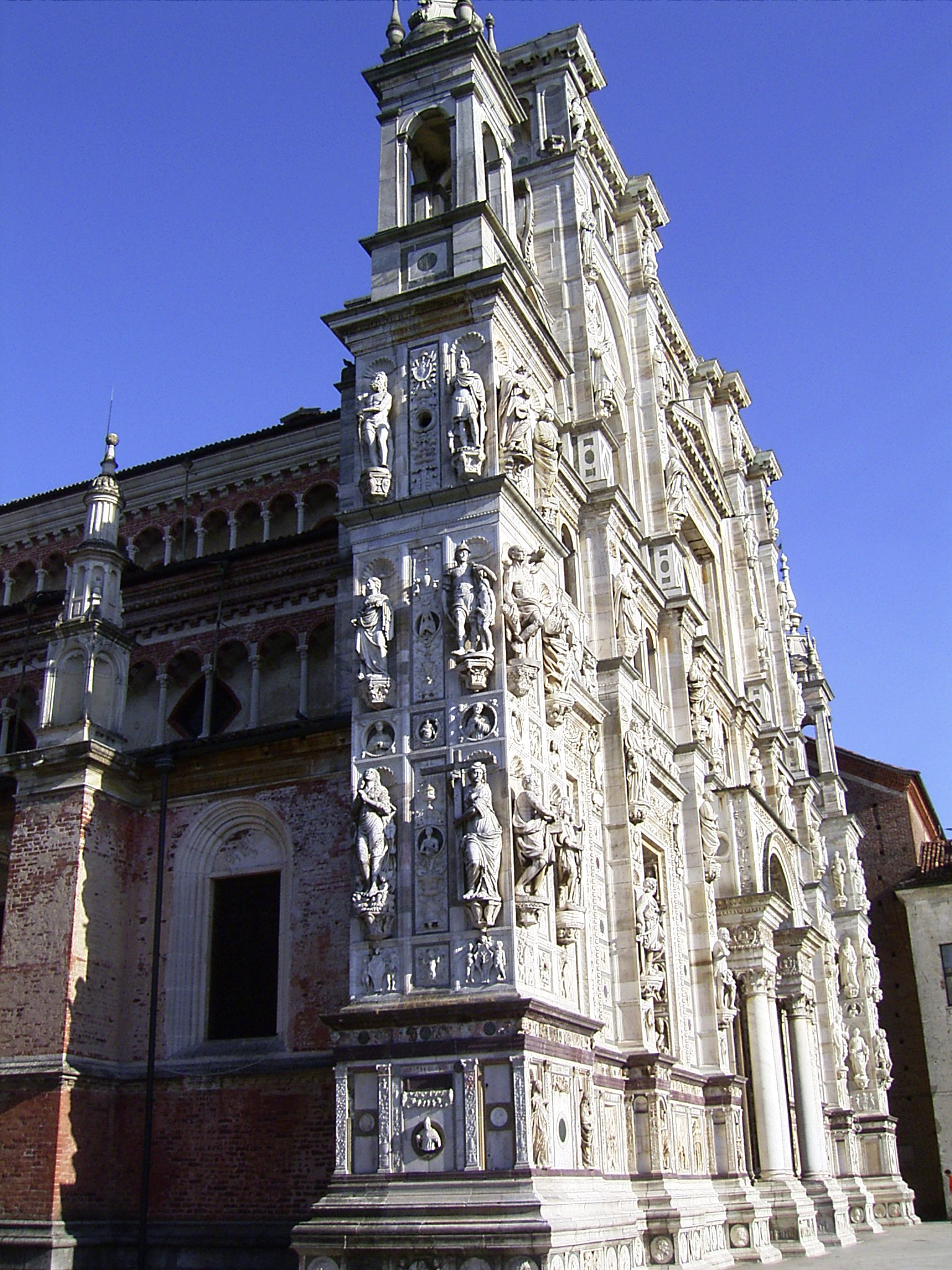
La façade vue de côté.
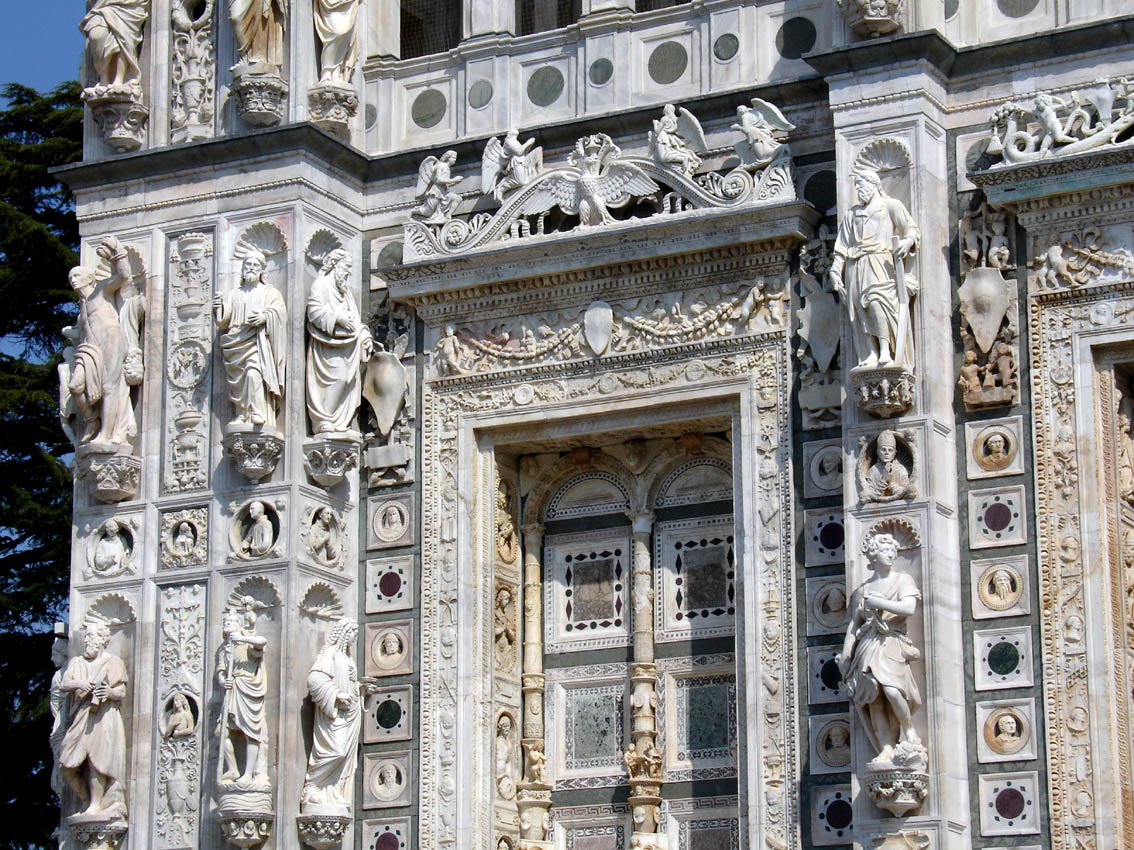
Détail de la façade.
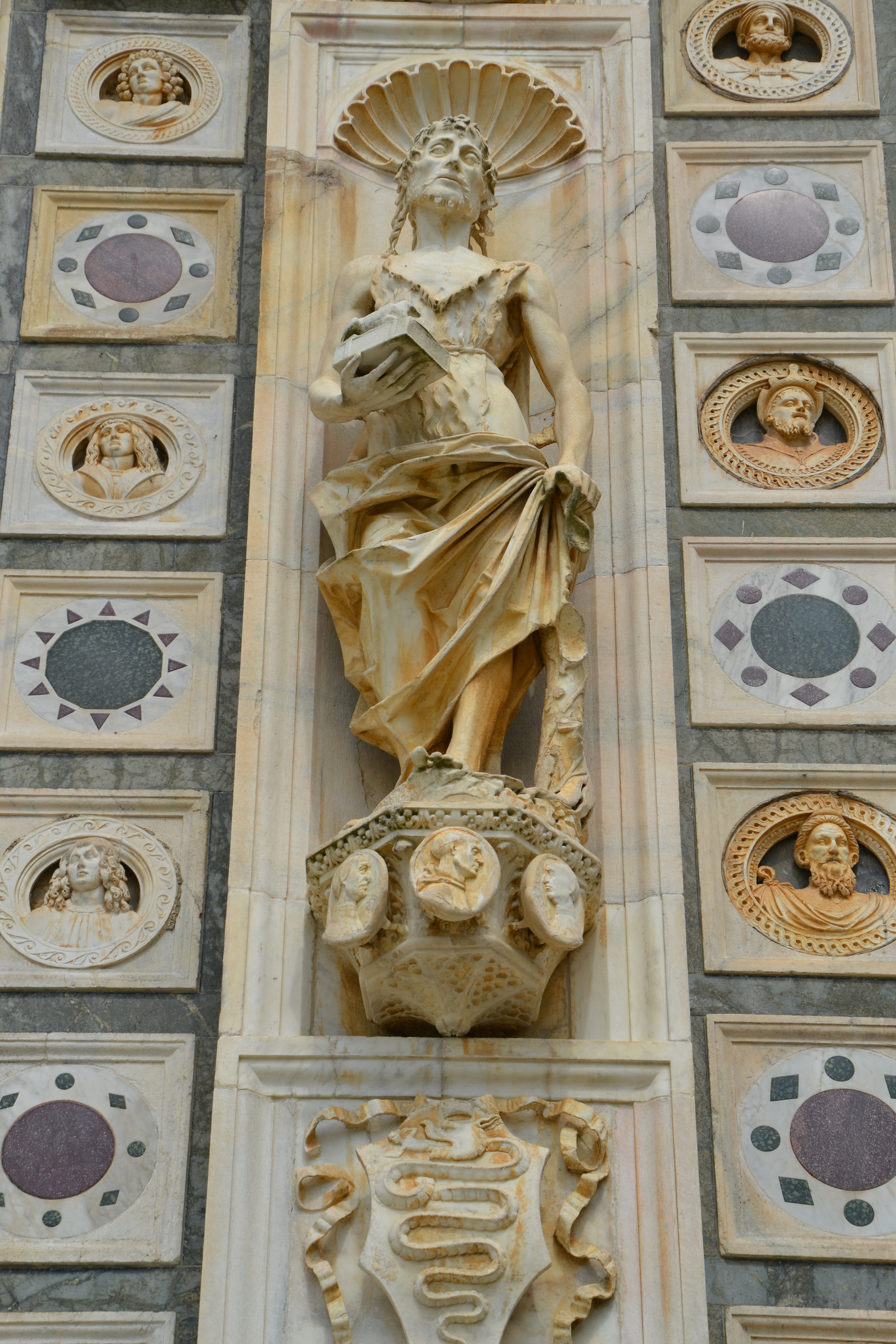
Antonio et Cristoforo Mantegazza, Saint Jean le Baptiste.
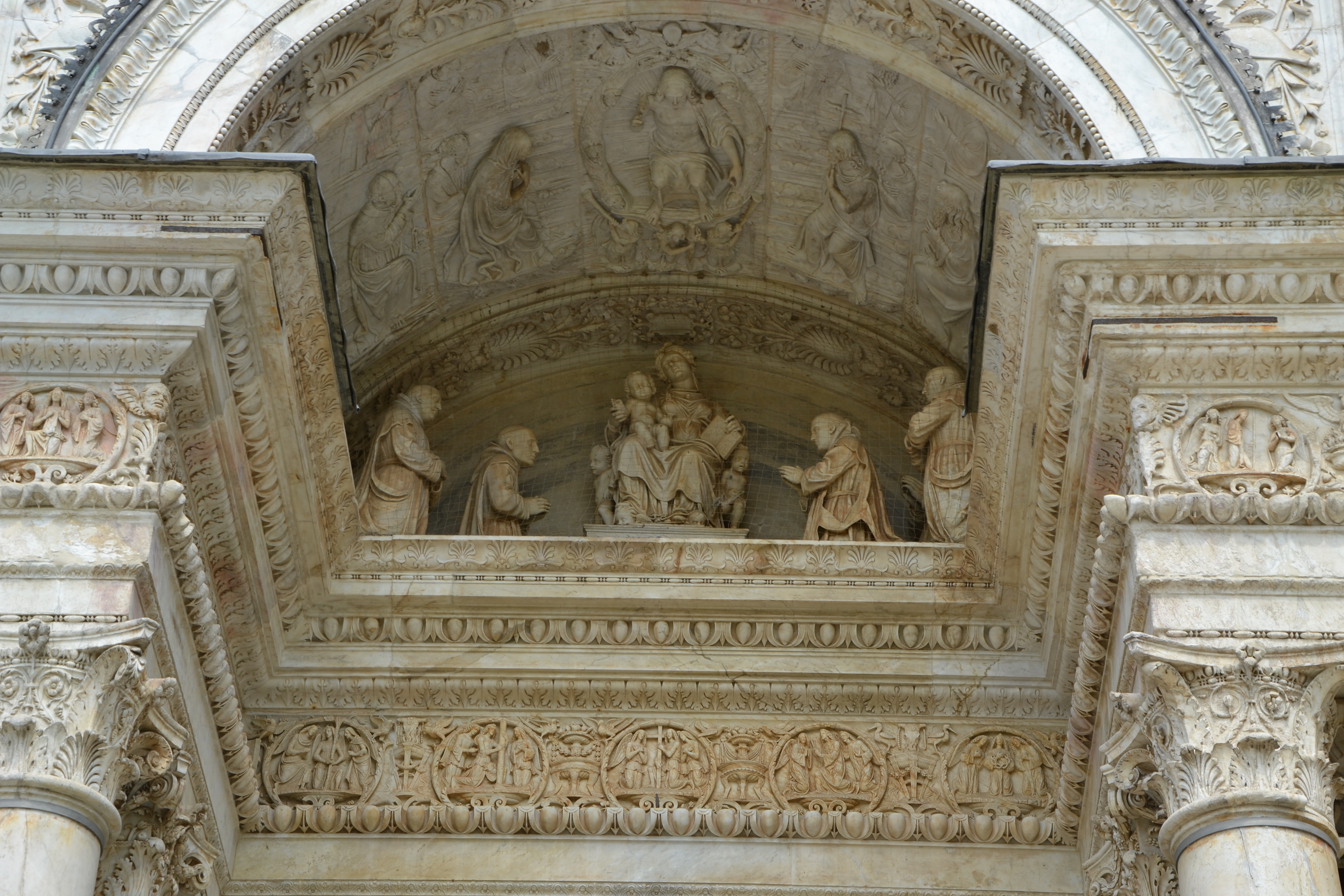
Benedetto Briosco, arc du portail (1501).

### Plan
L'accès au complexe monastique se fait par un vestibule de l'époque de la Renaissance, orné de fresques à l'intérieur et à l'extérieur. Dans la lunette délavée de l'entrée, deux anges tiennent les armoiries du client Jean Galéas, avec le serpent Visconti et l'aigle impérial. La décoration supérieure est mieux conservée, dessinée par Bernardino de 'Rossi en 1508. À l'intérieur, un arc en marbre à motifs végétaux porte des tondi aux effigies de Jean Galéas et de Filippo Maria Visconti. Sur les côtés, les saints Christophe et Sébastien de Bernardino Luini, disciple de Léonard. Tout l'intérieur est recouvert de motifs Renaissance aux couleurs vives et décoré du monogramme GRA-CAR (Gratiarum Chartusia, Chartreuse de Grâce).
Le plan de l'église est gothique en croix latine, à une nef, deux bas-côtés et un transept, un chœur et une abside, le tout couvert de voûtes d'arêtes. Ce plan est inspiré, à échelle réduite, par les proportions du Dôme de Milan. Les voûtes hexapartites sont peintes alternativement de motifs géométriques et de ciels étoilés.
Les extrémités du transept et de la chapelle principale sont assez singulières, constituées de chapelles carrées fermées de trois côtés par des absides semi-circulaires, selon un plan trilobé  d'inspiration classique. Les voûtes sont soutenues par des piliers groupés, clairement d'inspiration gothique, tandis que les arcs d'accès aux chapelles latérales des nefs ont déjà un dessin classique avec des chapiteaux corinthiens, témoignant du passage du gothique à la Renaissance.
Les travaux sont commencés par Bernardo da Venezia, puis, après quelques années d'arrêt, par Giovanni Solari et son fils Guiniforte qui y travaillent de 1428 à 1473. Ce dernier est aidé de son élève Giovanni Antonio Amadeo qui exécute des ouvrages en terre cuite dont des corniches. À la mort de son maître en 1481, il lui succède comme architecte en chef du chantier.

### Façade
La façade  est continuée par  Giovanni Antonio Amadeo en 1481, et Cristoforo Mantegazza et son frère Antonio de 1473 jusqu'en 1499. Le 3 mai 1497, l'église est consacrée, mais elle n'est pas terminée, il en sera de même après les travaux de Cristoforo Lombardo de 1550 à 1560, qui en laisse le fronton absent.
De nombreux artistes  la décorent jusqu'à la fin du XVIIIe siècle, des sculpteurs, des peintres, des maîtres-verriers, des forgerons.
La façade, composée de simples éléments rectangulaires superposés, est couverte d'une décoration exubérante, typique de l'architecture lombarde. Parmi les sculpteurs qui l'ont réalisée, on compte Cristoforo Mantegazza et Giovanni Antonio Amadeo qui, après l'exécution des bas-reliefs sur le côté droit de la corne de la façade de 1473 à 1476, revint en 1492 diriger l'exécution de la façade jusqu'au deuxième ordre. Le couronnement fut achevé en collaboration avec Cristoforo Solari dit Le Gobbo.
Le portail, qui forme une sorte de pause au milieu du foisonnement de l'ornementation de marbre, est un travail de collaboration entre Amadeo et son élève Benedetto Briosco (1501). Il se caractérise par des colonnes jumelées et des bas-reliefs rapportant des scènes de l'histoire de la Chartreuse. Le premier projet de façade, plus sobre et de forme nettement gothique a été conçu par Guniforte Solari : il est visible dans une fresque de Ambrogio Borgognone, où Jean Galéas Visconti présente à la Vierge le modèle de la chartreuse.
La façade, créée en superposant de simples rectangles, est chargée de décorations, un procédé typique de l'architecture lombarde de la Renaissance et est en marble de Carrare et dans une moindre mesure marbre de Candoglia, pierre del Saltrio, pierre de Varenna et porphyre rouge égyptien (ce dernier peut-être dérivé de découvertes architecturales de l'époque romaine),.

### Intérieur
L'église est dotée d'une nef et de deux bas-côtés, ouverts sur quatorze chapelles latérales, entièrement peintes à fresque. Le transept abrite les tombes de la famille ducale. Dans le croisillon sud, le mausolée de Gian Galeazzo Visconti, dessiné à la fin du XVe siècle par Giancristoforo Romano, est placé sous l'abside décorée d'une fresque d'Ambrogio Bergognone qui montre le duc en fondateur, accompagné de ses fils en train d'offrir la maquette de la chartreuse à la Vierge. Il fait face au cénotaphe de Ludovico et Béatrice d'Este sculpté par Cristoforo Solari en 1497. L'abside du transept nord s'orne d'une fresque du même peintre figurant le Couronnement de la Vierge avec Francesco Sforza et Ludovic il Moro agenouillés en donateurs.
De style gothique tardif, vers le chœur, les motifs sont de décoration Renaissance, et la grille en bronze est baroque.

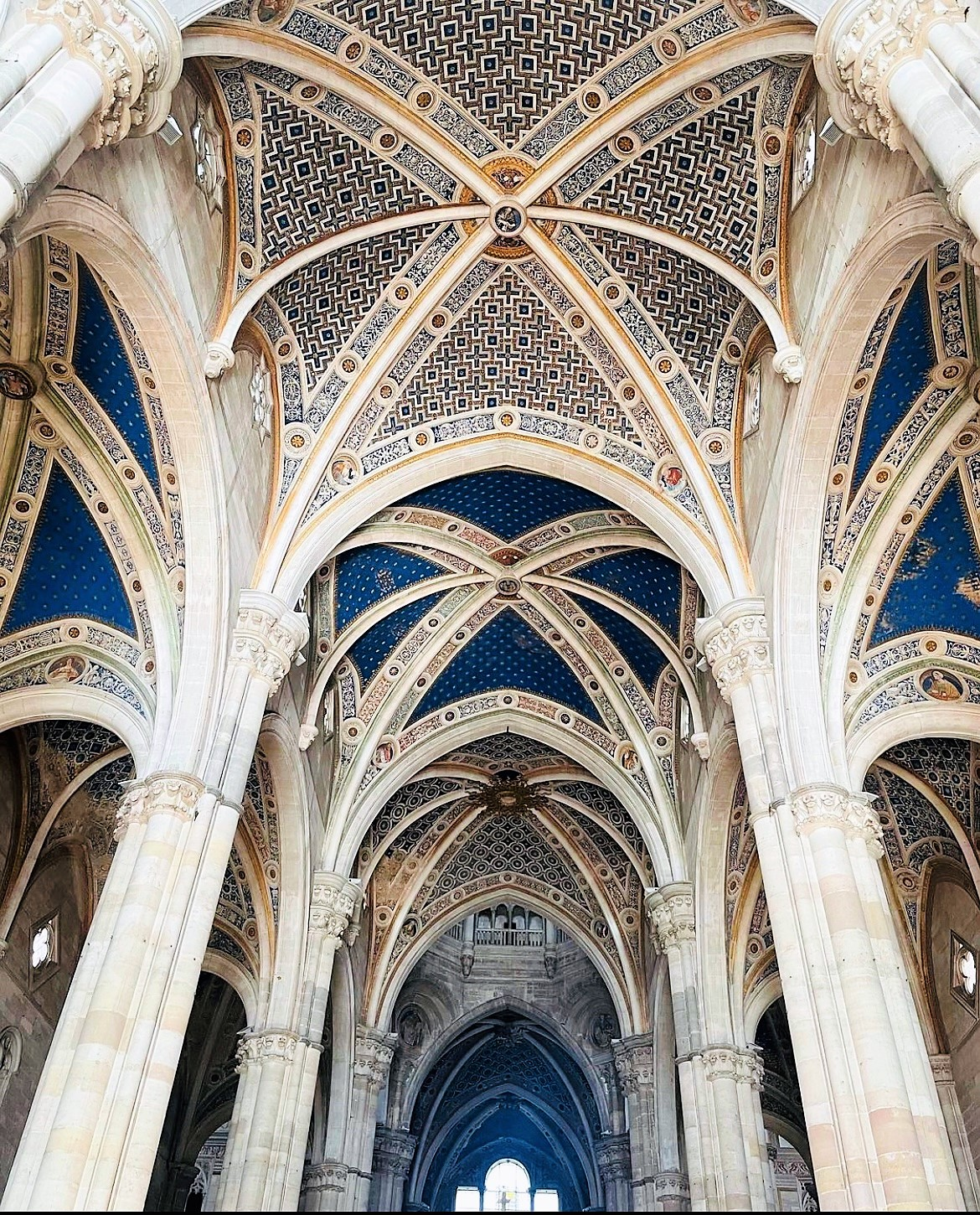
La nef centrale.
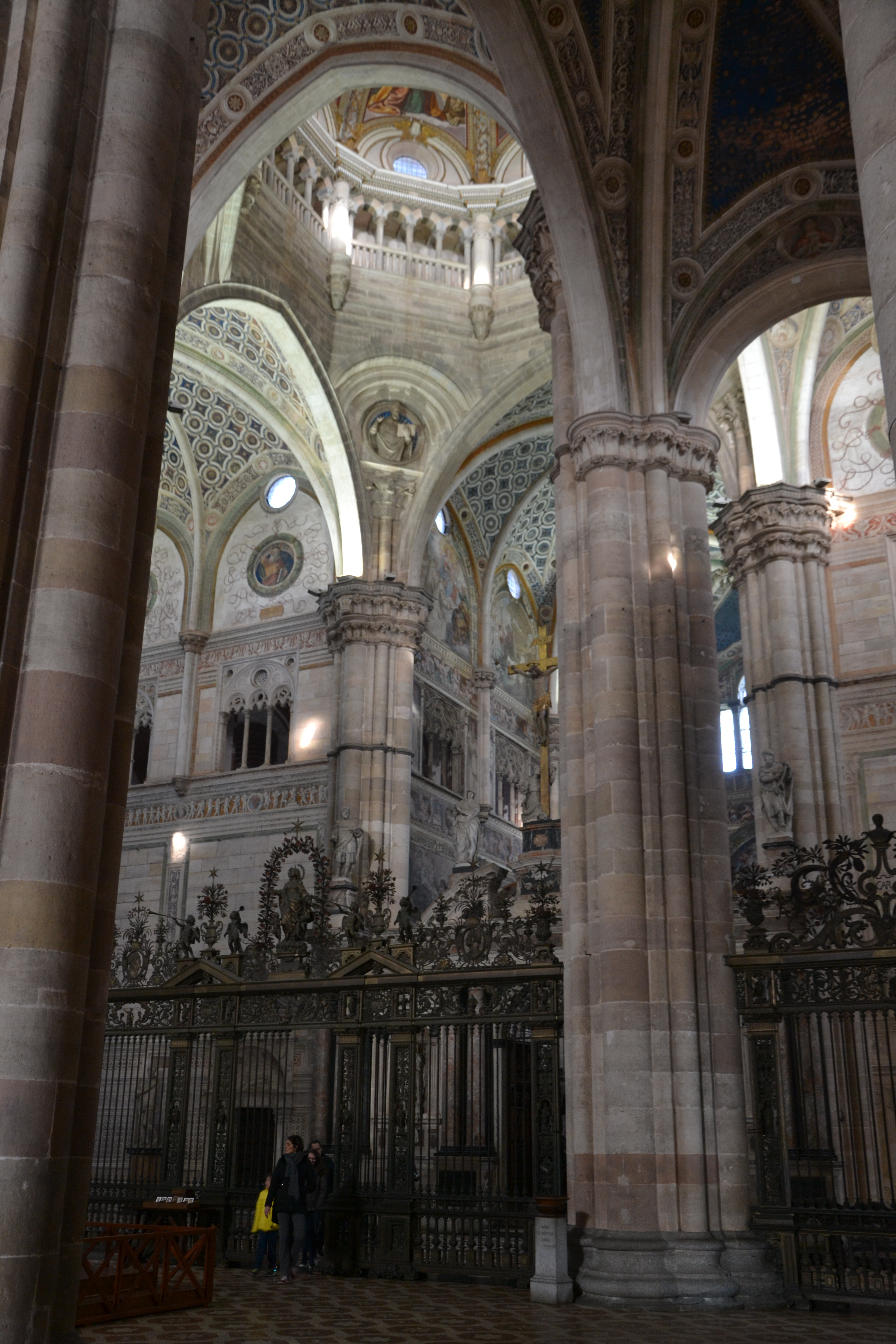
Le transept.
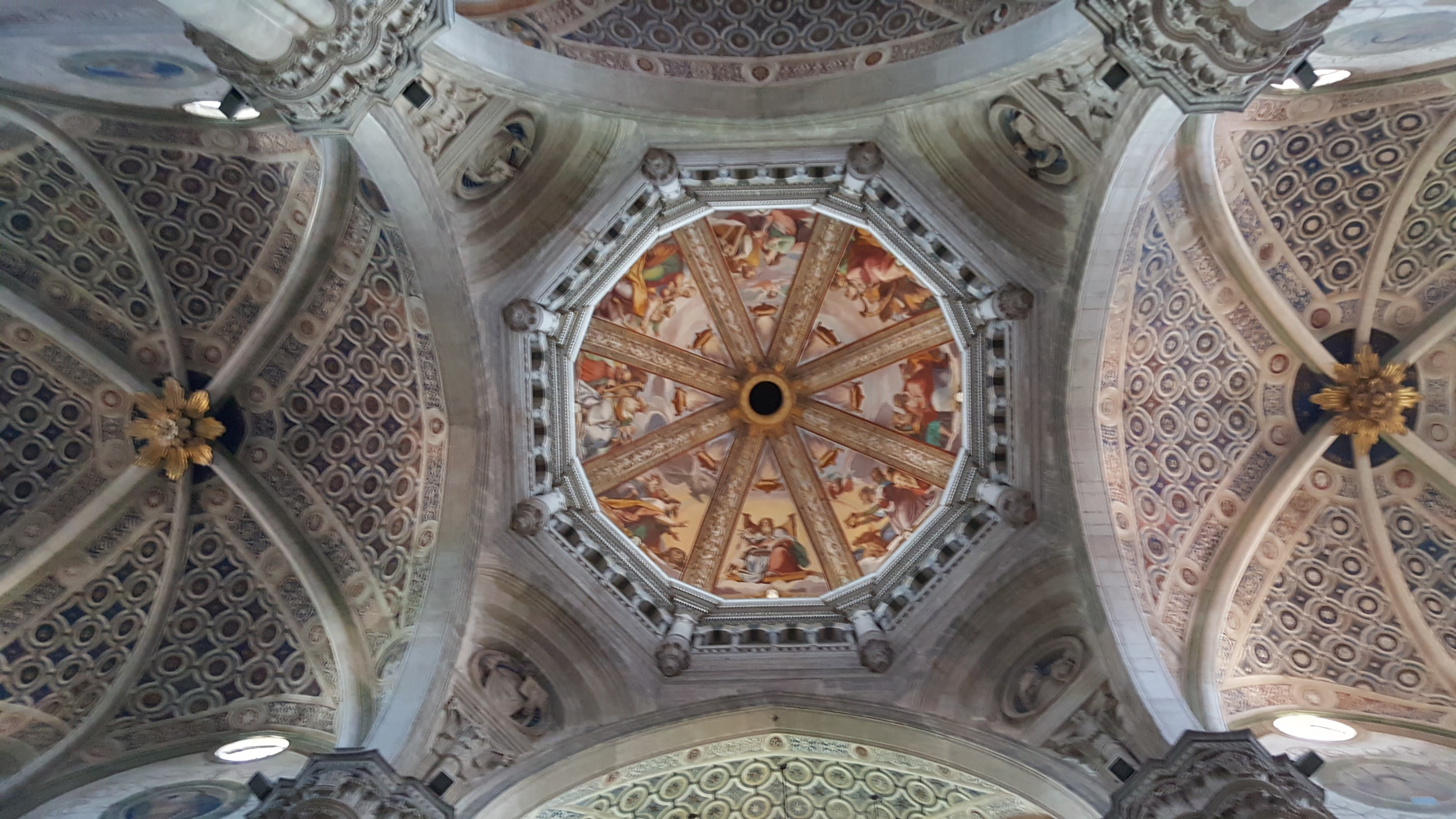
Le dôme.
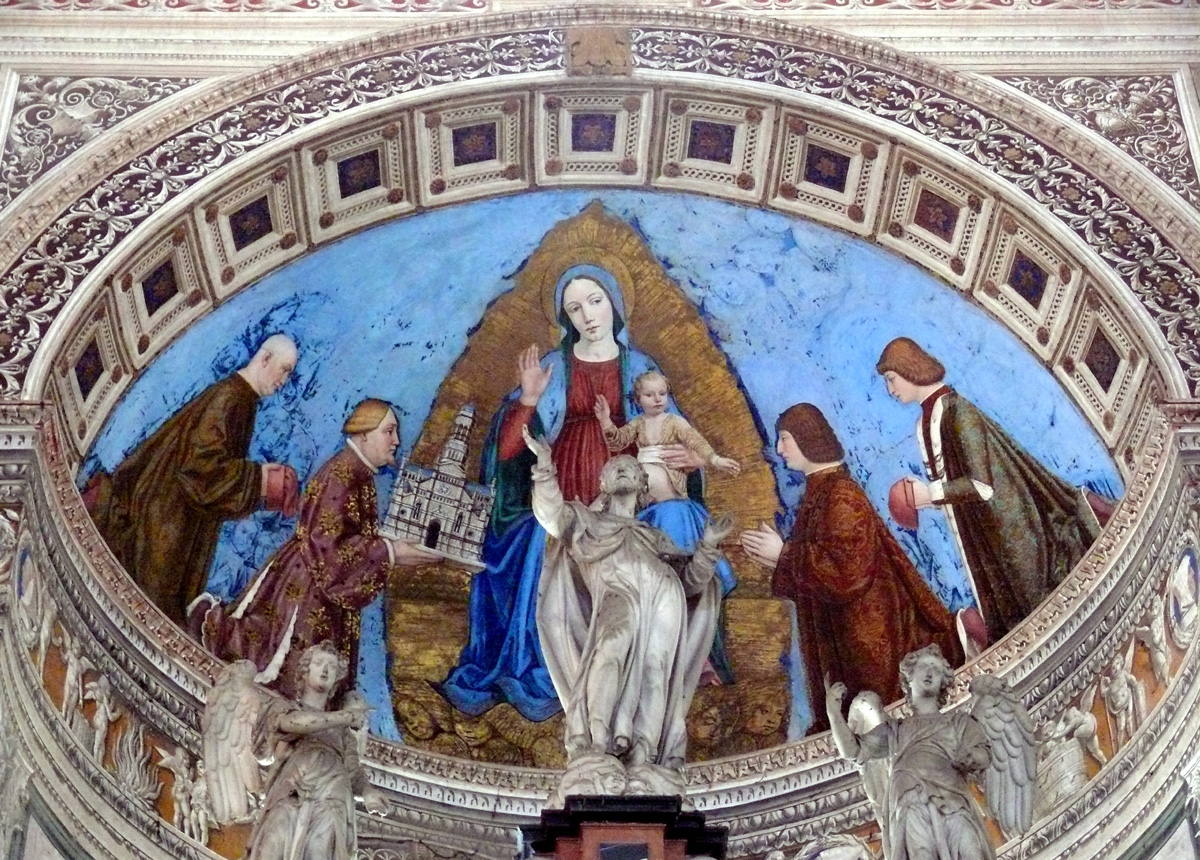
Ambrogio Bergognone, Le duc Jean Galéas fait don de la Chartreuse à la Madone.
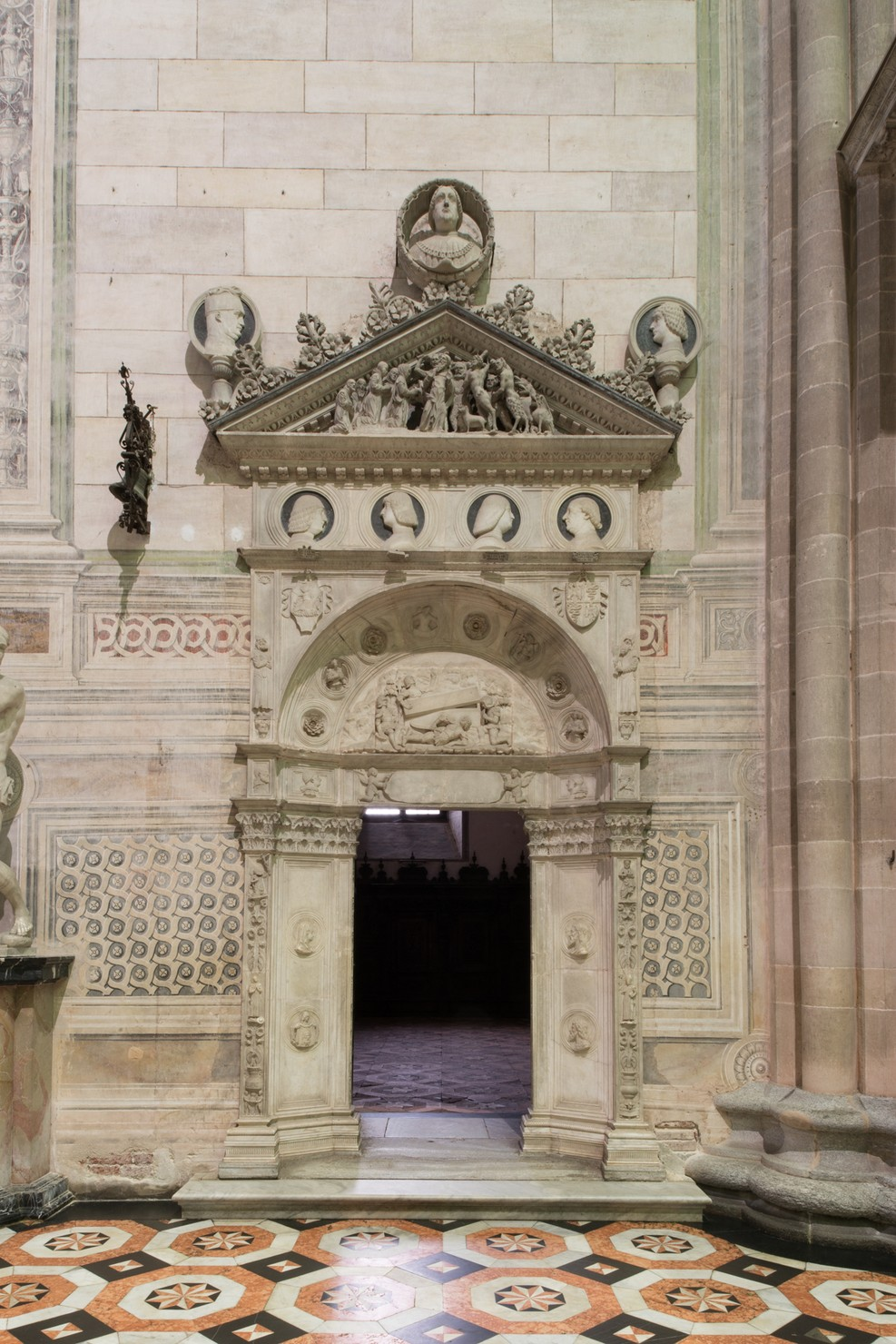
Portail de la sacristie avec des portraits des ducs de Milan, XVe siècle.

### Les chapelles latérales

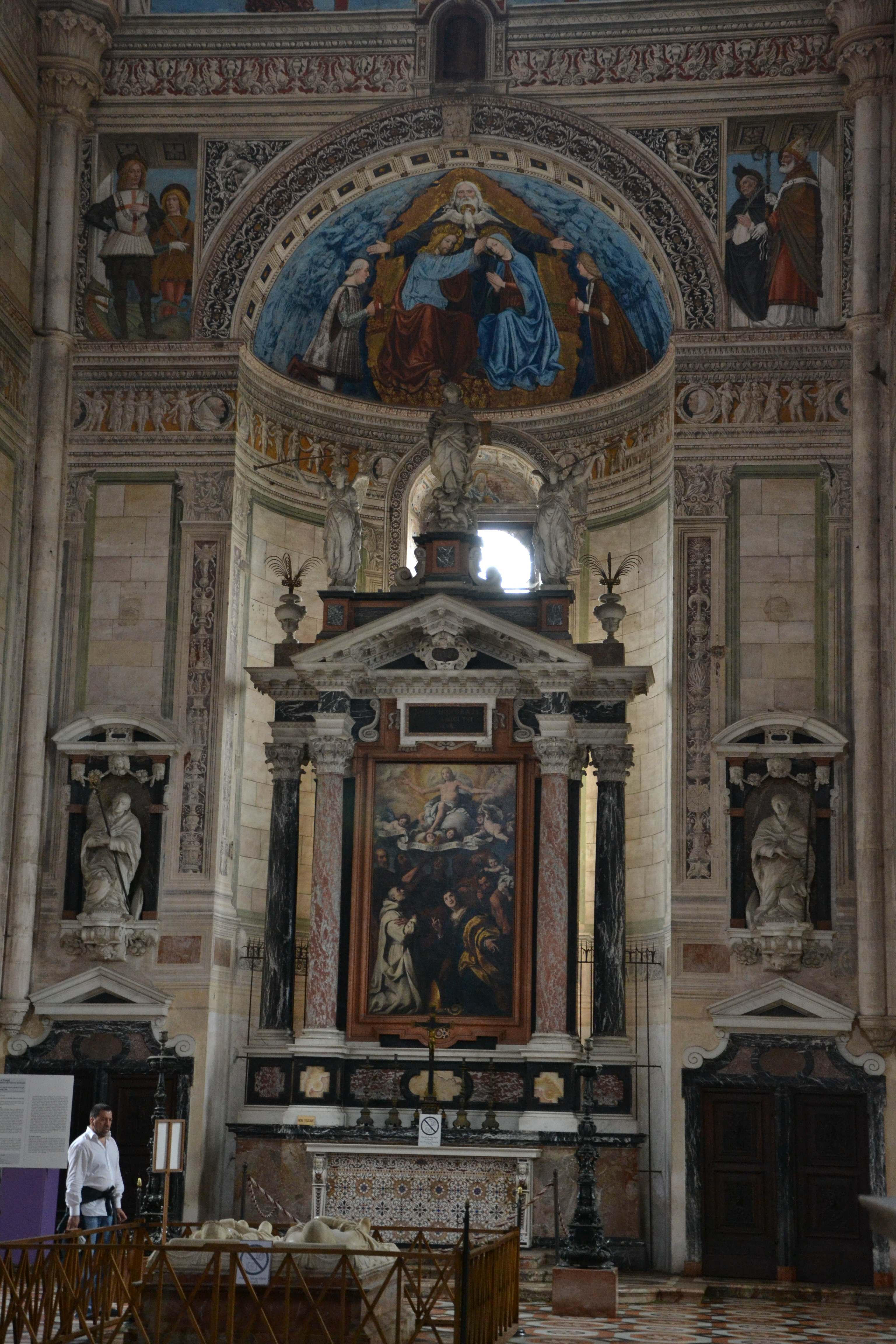
Ambrogio Bergognone, Couronnement de la Vierge en présence de Dieu le Père entre Francesco Sforza, Ludovico Sforza et les saints Fortunato, George, Pierre de Vérone et Ambroise (bassin absidial), dessous, un retable de Giovanni Battista Crespi.

La première chapelle à gauche est de style baroque, reconstituée par le prieur Timoteo Baroffio entre 1602 et 1614. Le retable avec La Maddalena aux pieds du Christ est de Giuseppe Peroni (1757), tandis que la décoration de fresque est de Federico Bianchi, élève d'Ercole Procaccini (1663). L'autel est en lumachelle ou granit d'Égypte, tandis que les bases et les chapiteaux ont été coulés en bronze par Annibale Busca en 1613 et le frontal en pierres semi-précieuses et marbre polychrome est l'œuvre d'Andrea et Carlo Sacchi. D'autre part, le lavabo sculpté par les Mantegazza et le vitrail des de 'Mottis, auteurs de nombreux vitraux célèbres de la cathédrale de Milan, sont du XVe siècle.
La deuxième chapelle abrite le polyptyque de Pietro Perugino, commandé par le duc Ludovico il Moro au  peintre ombrien en 1496. Il se développe sur deux registres : au-dessus du Père Éternel, au-dessous des trois panneaux avec l'archange saint Michel, l'Adoration de l'Enfant et saint Raphaël et Tobie. Seul le Père éternel est original du Pérugin ; les panneaux inférieurs ont été vendus en 1856 à la National Gallery de Londres. Pour remplacer les deux panneaux dispersés sur les côtés du Père Éternel, les deux panneaux avec les docteurs de l'église de Bergognone ont été insérés en haut, réalisés pour un autre polyptyque de la Chartreuse démembré par la suite. Le devant de l'autel, en pierres semi-précieuses et marbre polychrome, est l'œuvre de Tommaso Orsolino (it) (1648). La chapelle conserve une relique du bois de la Vraie Croix.
La troisième chapelle, dédiée à saint Jean-Baptiste, à qui est dédié le cycle de fresques du Génois Giovanni Battista Carlone, caractérisée par des couleurs vives, des décors architecturaux monumentaux et un rendu frais et réaliste des personnages, tandis que l'autel, en En marbre français, il a été construit par Tommaso Orsolino vers 1650.
La quatrième chapelle était à l'origine dédiée à saint Benoît, mais en 1641, elle a été reconstruite et dédiée à saint Joseph et aux mages. L'autel, avec des colonnes d'albâtre, a été construit entre 1637 et 1643, conserve un frontal avec le Massacre des Innocents, par Dionigi Bussola de 1677, tandis que le retable du peintre crémonais Pietro Martire Neri (1640-41) représente l'Adoration des Mages. La chapelle conserve deux fresques: la Vierge à l'Enfant et Saint Jérôme d'Ambrogio da Fossano.
Dans la cinquième chapelle, le Retable de Francesco Cairo (inséré dans un riche autel baroque en albâtre et marbre polychrome), représente sainte Catherine de Sienne avec son homonyme sainte Catherine d'Alexandrie. La chapelle est éclairée par une grande fenêtre, avec un vitrail réalisé vers 1485 par un maître lombard anonyme sur un carton de Vincenzo Foppa représentant sainte Catherine d'Alexandrie.
Le sixième abrite l'un des chefs-d'œuvre picturaux majeurs du complexe, le Retable de saint Ambroise (1490) de Bergognone, une conversation sacrée entre saints milanais. La peinture montre une très haute qualité technique, avec un rendu méticuleux des détails précieux des vêtements, qui révèlent l'interprétation bergognonesque particulière de la manière des Flamands et d'Antonello de Messine, tandis que le sang-froid hiératique de saint Ambroise apparaît encore dans De style Foppesque en marbre de Carrare, de Giuseppe Rusnati de 1695, il représente la Bataille de Parabiago.
La dernière chapelle sur la gauche, entièrement baroque, où les scènes animées sont de Cristoforo Storer. Le tableau avec la Vierge du Rosaire est un chef-d'œuvre du maître baroque milanais Il Morazzone, peintre au service du cardinal Federico Borromeo, qui crée une œuvre d'une élégance raffinée dans les tons délicats, dans les formes allongées et dans les douces expressions de les personnages en marbre polychrome et pierres semi-précieuses, il a été réalisé par Tommaso Orsolino entre 1614 et 1621, tandis que le frontal avec L'Adoration des mages est l'œuvre de Giovanni Battista Maestri de 1675.
À droite, la première chapelle conserve une fresque avec L'Adoration de l'Enfant Jésus attribuée à Ambrogio da Fossano, tandis que sur la voûte étaient représentées les chartreuses converses de Iacopino de Mottis et Bernardino Zenale.
La deuxième chapelle abrite un autre chef-d'œuvre de la Renaissance commandé par le duc Ludovico à un maître de l'Italie centrale, élève de Pinturicchio, témoin de sa volonté d'enrichir le patrimoine de la Chartreuse avec des œuvres des plus célèbres maîtres italiens de l'époque. Le polyptyque est signé par Macrino d'Alba sur le panneau central inférieur et daté de 1496. Les deux tableaux de la chapelle sont de Bergognone et représentent Les Quatre Evangélistes, ils ont été ajoutés plus tard, et montrent le rendu profondément réaliste des sujets mis à jour sur la perspective et les nouveautés illusionnistes de Bramante.
La sixième chapelle à droite abrite  La Vierge à l'Enfant avec les saints Pierre et Paul, chef-d'œuvre baroque du Guerchin. En dessous, l'admirable devanture d'autel montre une fantaisie avec des architectures, des guirlandes de fleurs et des oiseaux de grand effet chromatique. L'œuvre, en marbre précieux et pierres semi-précieuses, est du marbrier Carlo Battista Sacchi (1688).
La septième chapelle à droite a été remodelée par le prieur Andrea Pittorio entre 1614 et 1621, le retable, en marbre de Carrare, représentant L'Adoration des bergers, a été exécuté par Dionigi Bussola en 1675, tandis que l'environnement est éclairé par une grande fenêtre faite par un maître lombard anonyme sur un carton de Vincenzo Foppa entre 1475 et 1480 et représentant La Vierge de l'Annonciation insérée à l'intérieur d'un édicule en perspective décoré des armoiries Visconti-Sforza.

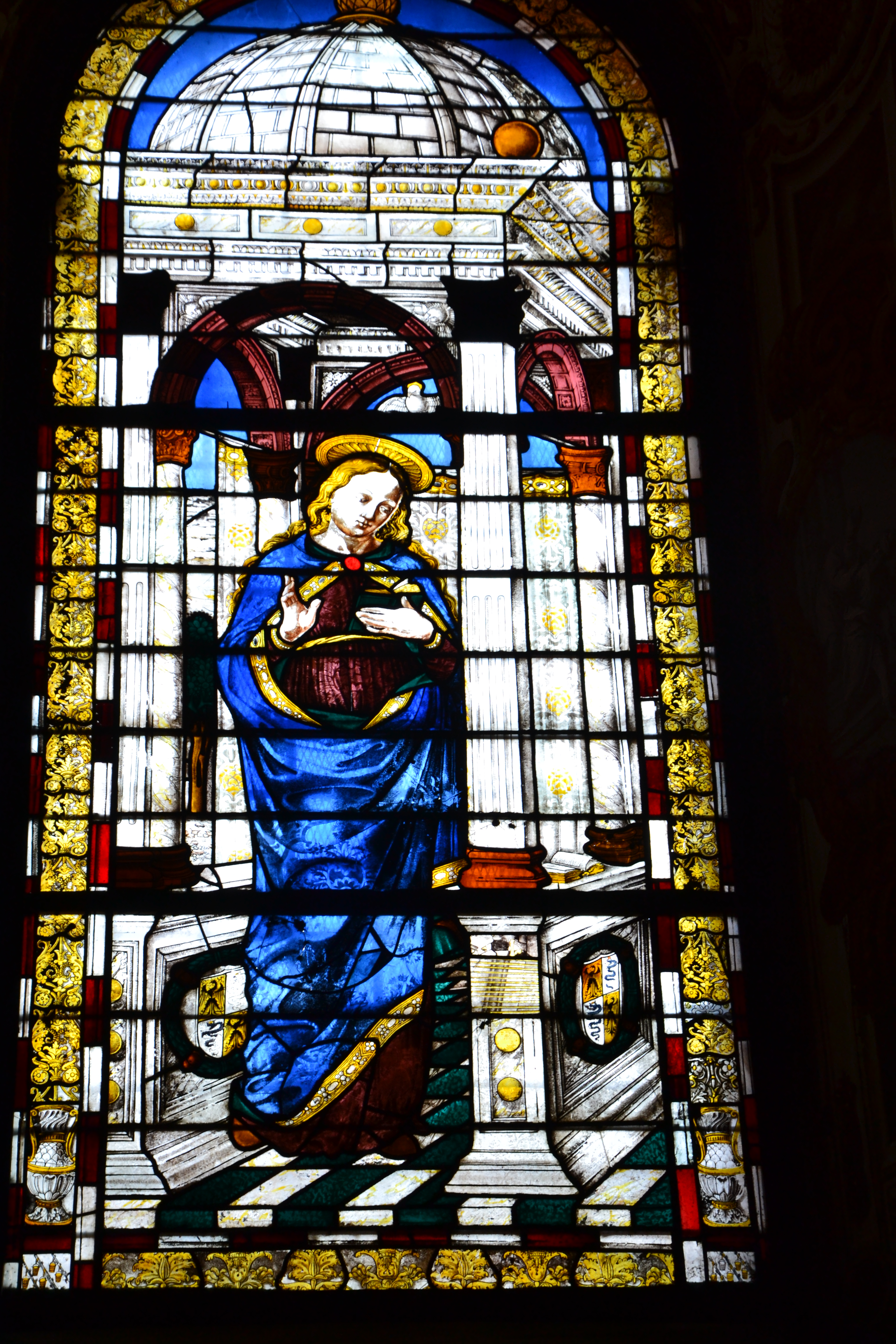
Vincenzo Foppa, Madonna Annunciata, vers 1475-1480.
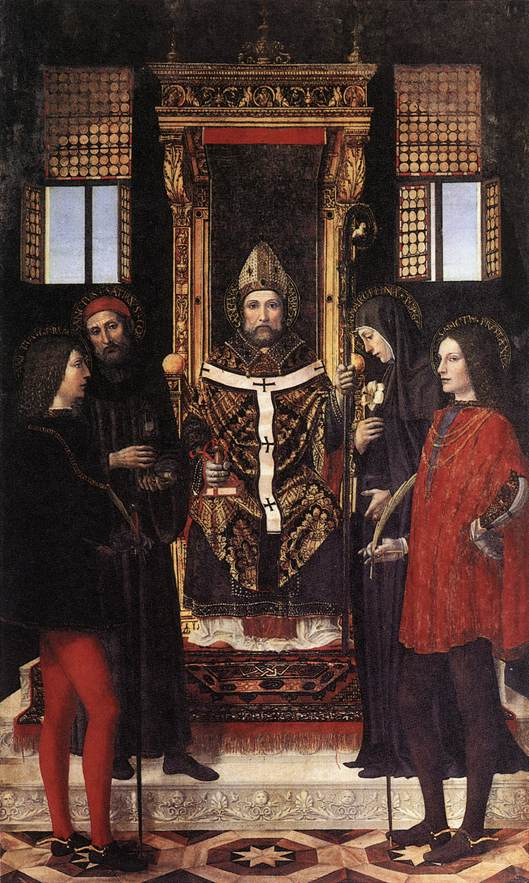
Ambrogio Bergognone, Retable de saint Ambroise (1490).
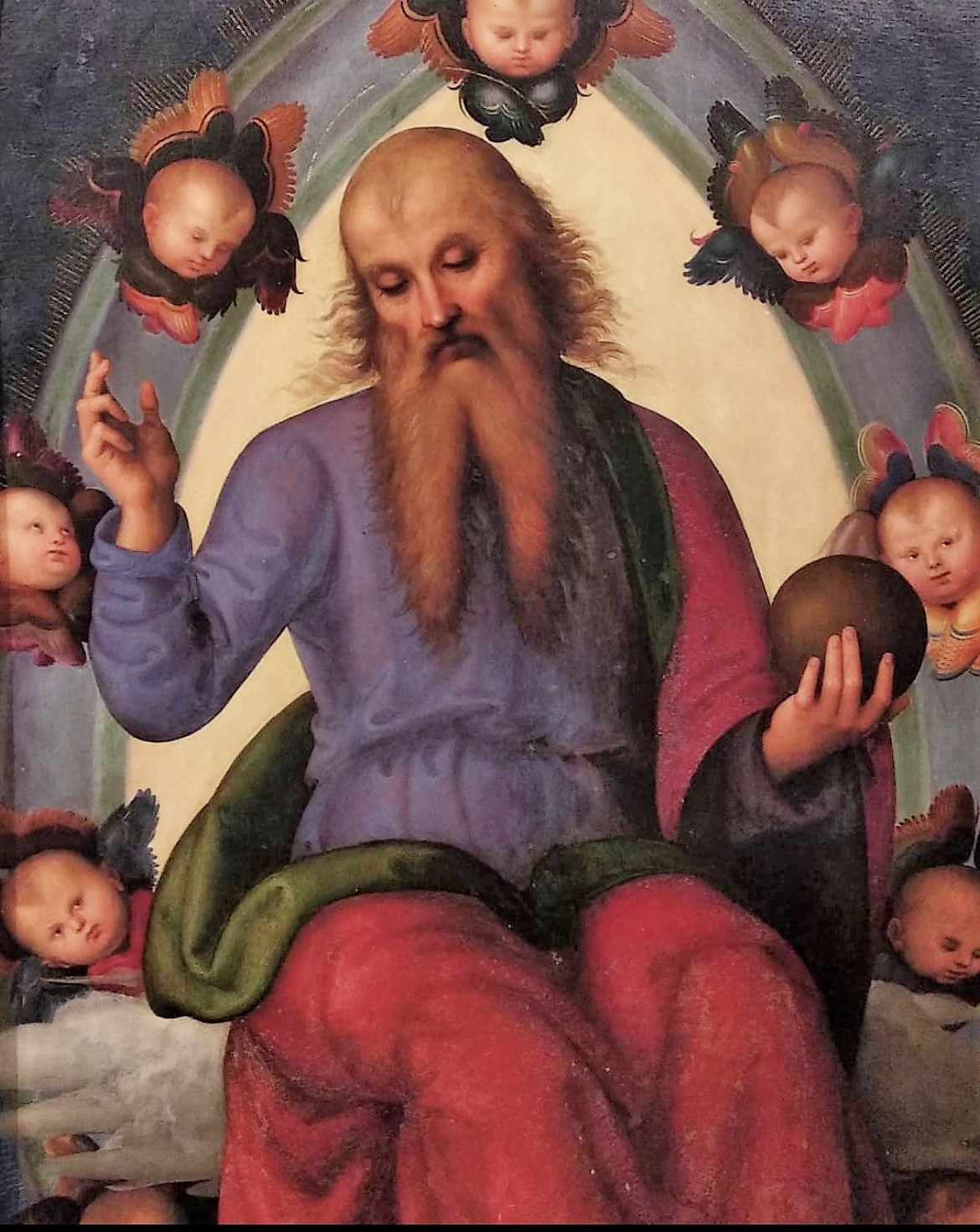
Le Pérugin, Dieu le Père bénissant parmi les anges, partie du polyptyque de la chartreuse de Pavie (1496).
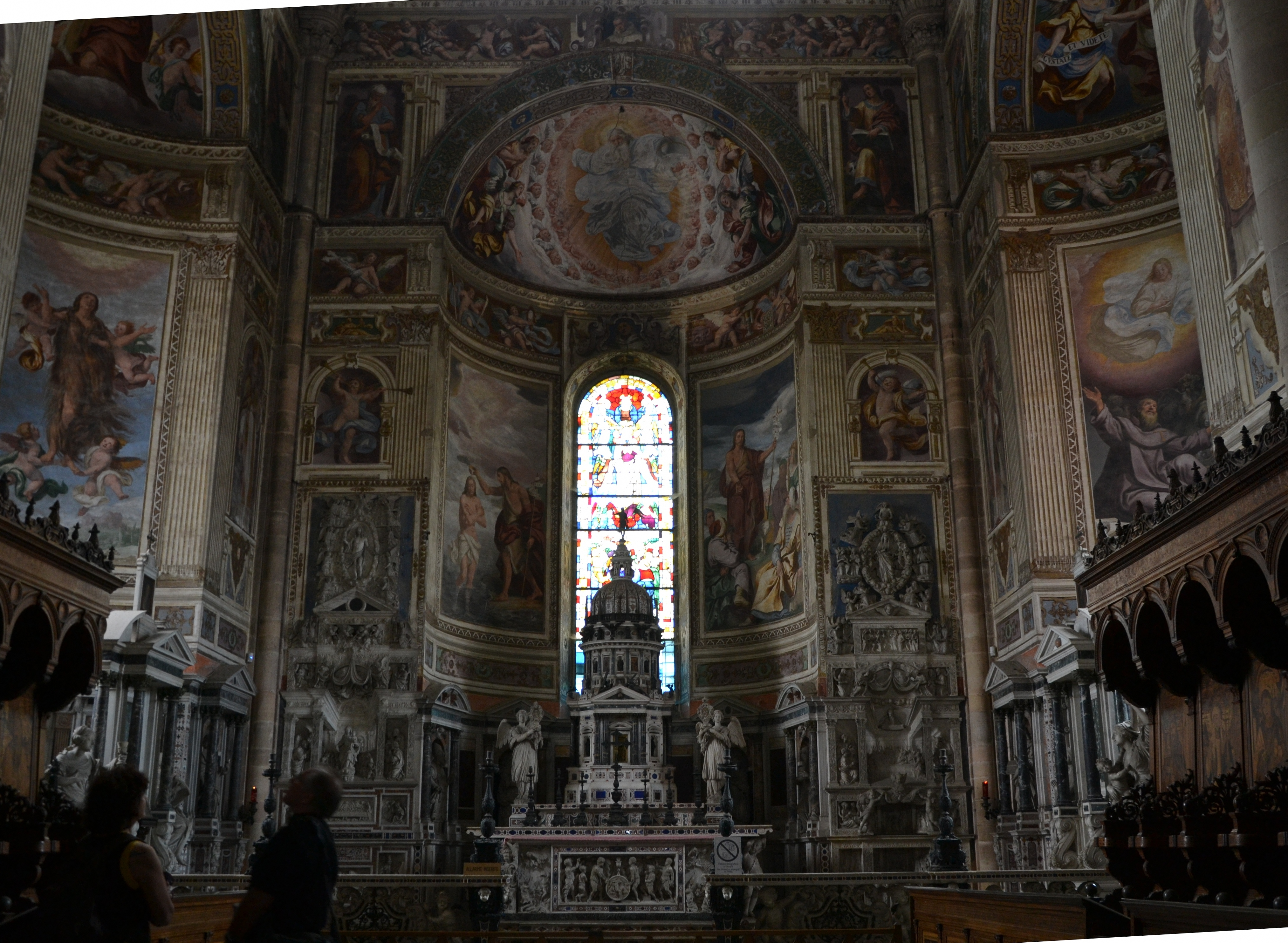
Le maître-autel.
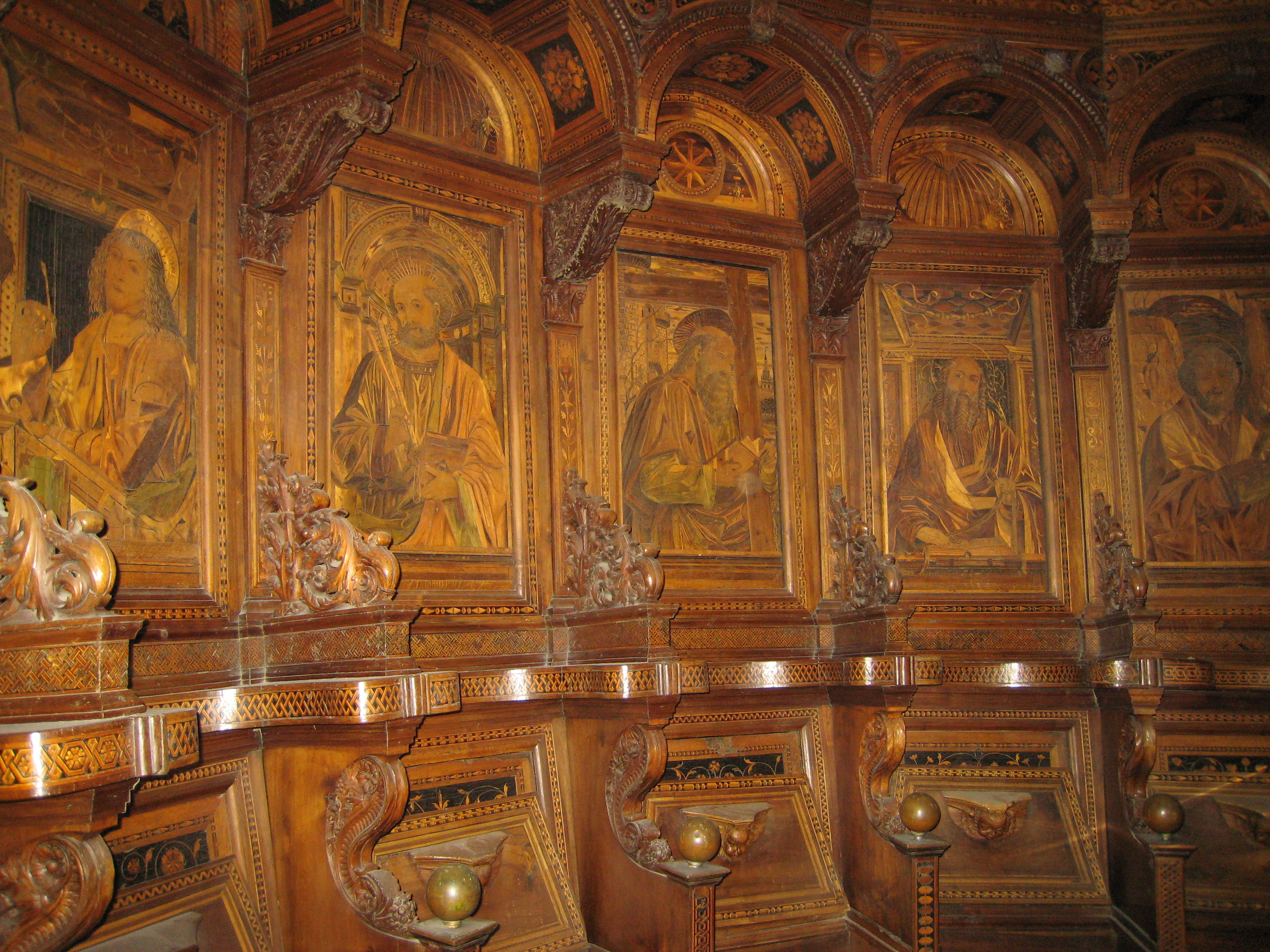
Chartreuse de Pavie. Détail du chœur Renaissance en bois : les stalles canoniales, 1486-1497.

### Presbytère
Le maître-autel est placé à l'intérieur du presbytère et n'est pas utilisé pour les célébrations religieuses qui ont lieu dans la nef centrale, devant le portail. La nef du presbytère est fermée à la vue des fidèles comme dans la tradition monastique et chartreuse notamment, par une cloison édifiée au XVIIe siècle et décorée de statues baroques par le sculpteur génois Tommaso Orsolino.
Le grand chœur en bois sculpté est une marqueterie de la Renaissance commandée par Ludovico il Moro. Il est remarquable tant du point de vue de l'incrustation que pour la qualité des dessins dont sont tirées les incrustations, probablement réalisées par les mêmes artistes qui ont créé les décors picturaux tels que Bergognone et Bernardino Zenale. Les 42 dossals représentent des saints ou des personnages bibliques, chacun présentant des scénarios architecturaux ou naturels avec des constructions élaborées et imaginatives de style Renaissance. L'exécution fut confiée par le duc en 1486 à Bartolomeo de Polli, Modénois déjà actif à la cour de Mantoue, et achevée par le marqueteur crémonais Pantaleone de Marchi, à temps pour la consécration de l'église, qui eut lieu en 1497.
Si la voûte présente encore des fresques de la Renaissance, le vaste cycle de fresques qui recouvre les murs du presbytère fut commandé en 1630 à Daniele Crespi. C'est un cycle composite, avec des scènes tirées du Nouveau Testament, des hagiographies de saints chartreux et d'autres saints, habilement insérées dans l'architecture gothique à travers un système complexe de carrés décoratifs, qui encadrent de grandes scènes sacrées et des panneaux plus petits avec des figures isolées d'évangélistes, docteurs de l'Église, prophètes, sibylles, saints chartreux et bienheureux.
Le grand maître-autel est surmonté d'un ciboire colossal en forme de temple à plan central avec un grand dôme, construit en marbre de Carrare, avec des inserts en marbre polychrome et des pierres précieuses comme le lapis-lazuli, la cornaline, le jaspe et l'onyx, et des finitions en  bronze. Il a été construit en 1568 sur commande du prieur de la Certosa Damiano Longone par le sculpteur Ambrogio Volpi da Casale. La croix d'autel, le candélabre et le grand chandelier (2,03 mètres de haut) sont d'Annibale Fontana.

### Transept
Les fresques qui ornent les murs et les voûtes du transept sont dues, comme mentionné, à Bergognone assisté d'un groupe de maîtres inconnus, dont le très jeune Bernardo Zenale. Une forte empreinte Bramante se dégage de ces œuvres, dans l'équilibre des proportions et dans la justesse des perspectives. Dans l'abside droite du transept, la fresque de Bergognone avec Jean Galéas Visconti présente à la vierge le modèle de la Chartreuse, entre Philippe Marie Visconti, Galéas Maria et Jean Galéas Sforza, exécutée entre 1490-1495, tandis que l'abside de gauche représente Le couronnement de Marie entre Francesco Sforza et Ludovic Sforza, avec lequel ce dernier a voulu célébrer sa succession dynastique, obtenue non sans controverse après la mort de son neveu Jean Galéas Sforza. Les deux retables qui se font face aux deux extrémités opposées du transept sont des chefs-d'œuvre baroques de Giovanni Battista Crespi, la Madone et les saints Charles et Hugues de Grenoble sont peints en 1617-1618, ainsi que la Madone et le saint Bruno.
Dans le transept se trouve le vitrail réalisé par Iacopino de Mottis dans le dernier quart du XVe siècle représentant saint Jérôme, placé en face de celui réalisé par un maître lombard anonyme sur un carton de Vincenzo Foppa entre 1479 et 1485, représentant la scène de La Nativité.
Le dôme a été décoré de fresques en 1599 par Pietro Sorri et Alessandro Casolani avec les figures de Dieu le Père avec l'Agneau et les rois de l'Apocalypse.

### Le bassin des moines
Dans le bras droit du transept, la porte monumentale du bassin des moines est l'œuvre des élèves d'Amadeo. Les profils féminins au sommet avec les coiffures caractéristiques de la période de la Renaissance. Le lavabo monumental est un chef-d'œuvre de sculpture, commandé en 1488 à Alberto Maffioli da Carrara, même si les critiques reconnaissent également les mains de Cristoforo Mantegazza et terminé en 1490.

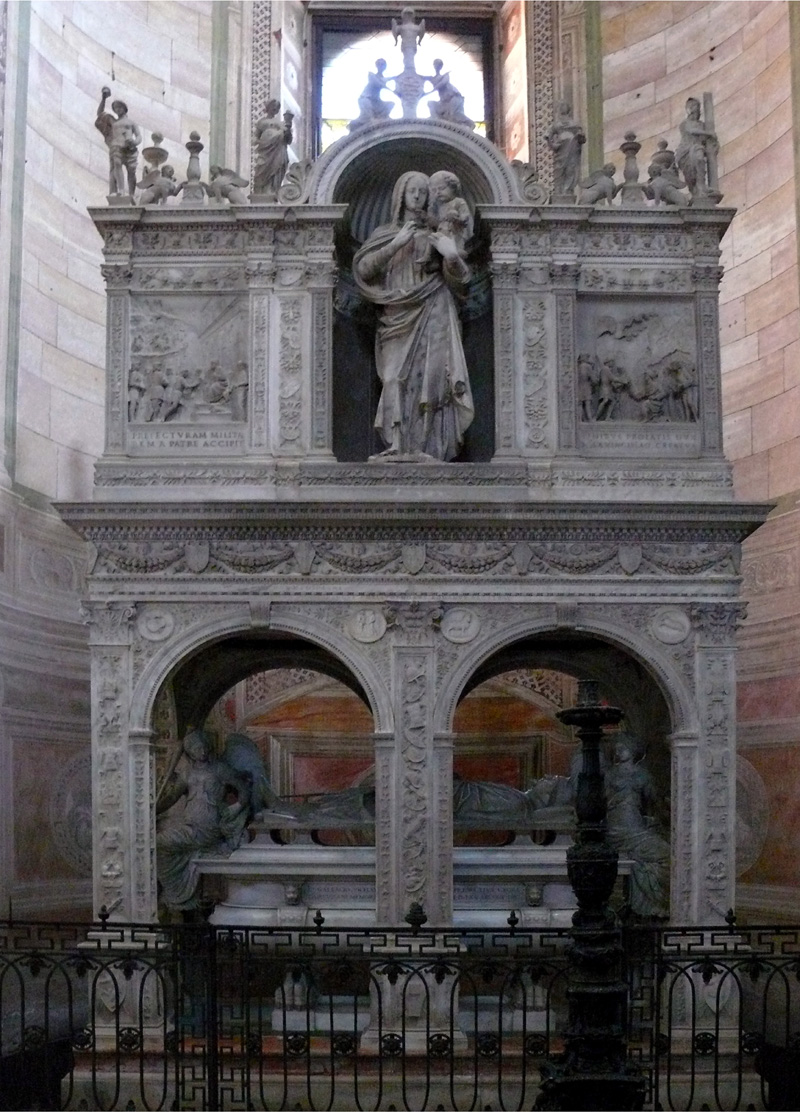
Gian Cristoforo Romano, Tombe de Jean Galéas Visconti.
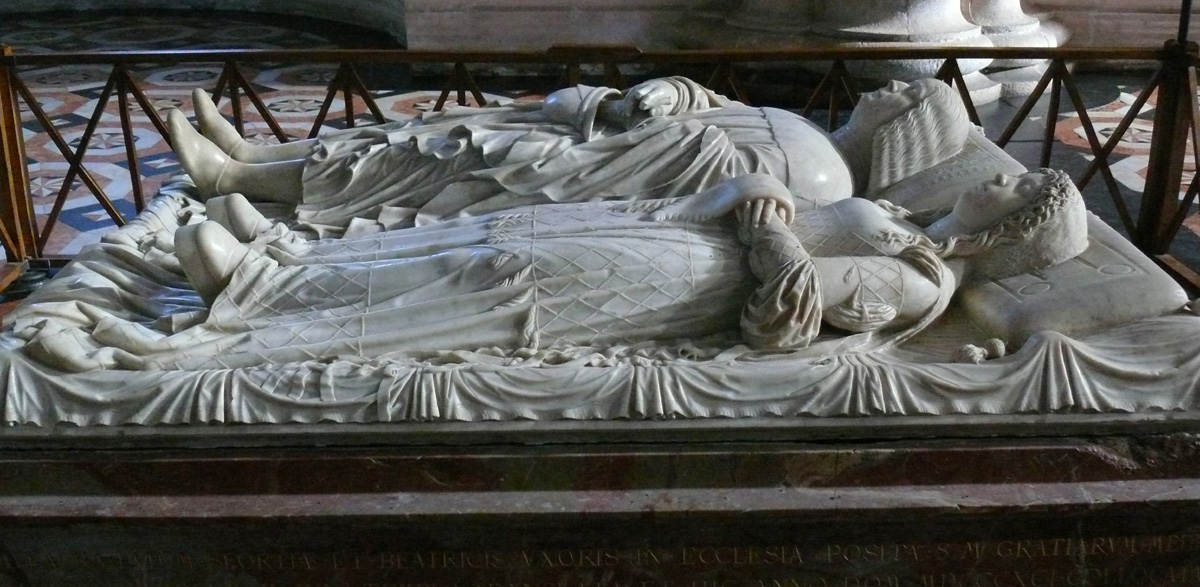
Cristoforo Solari, cénotaphe de Ludovico Sforza et Béatrice d'Este.
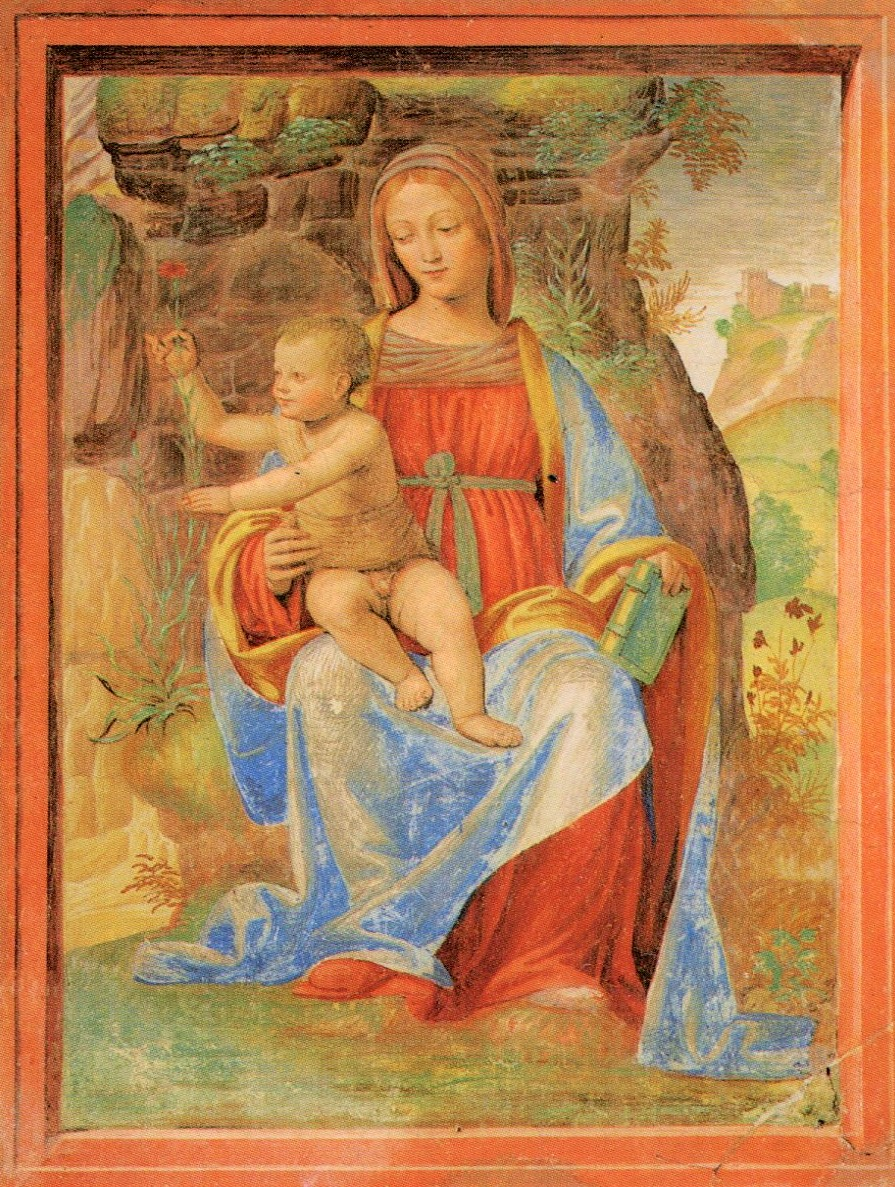
Bernardino Luini, Madone.
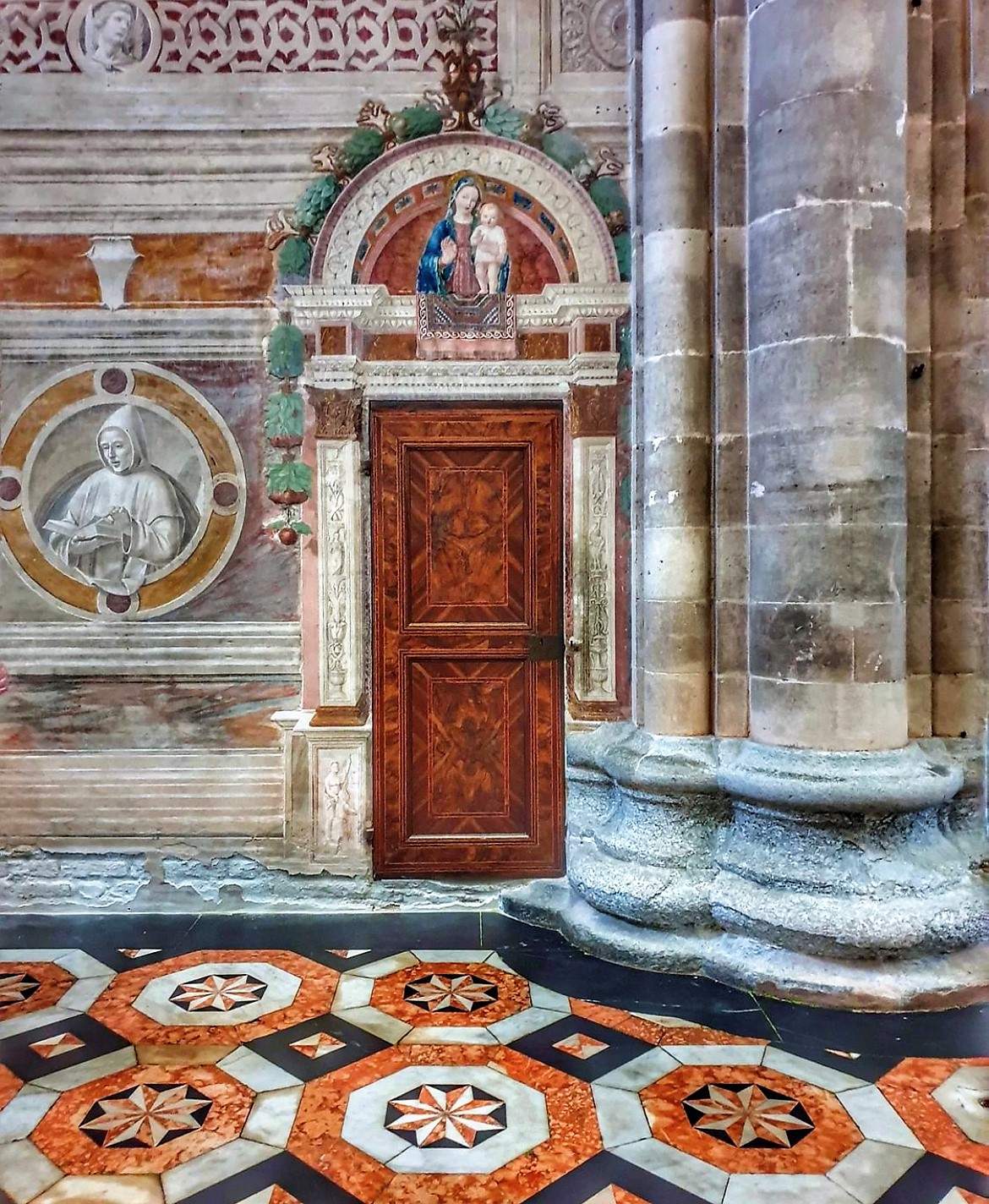
Ambrogio Bergognone, Madone.
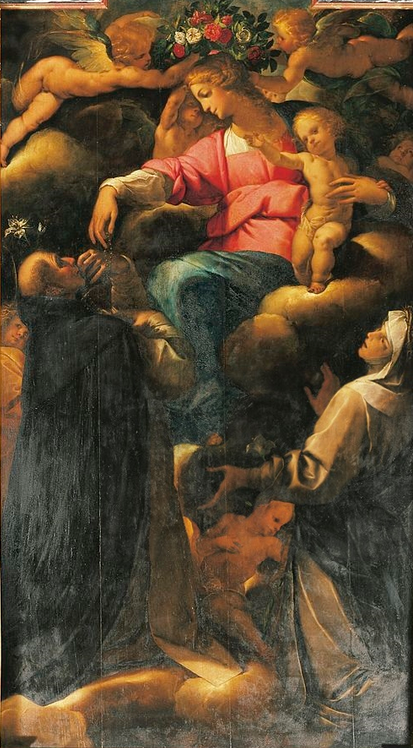
Il Morazzone, Notre-Dame du Rosaire (1617).

### Le monument funéraire de Jean Galéas Visconti
Sur le côté droit du transept se trouve le tombeau du fondateur de la Certosa, Jean Galéas Visconti, dit Conte di Virtù, (Pavie, 1351 - Melegnano, 1402), premier duc de Milan, qui dans son testament ordonna que son corps soit enterré dans la Chartreuse, tandis que son cœur devait être conservé dans la Basilique San Michele Maggiore. Le monument a été commandé par le duc Ludovico en 1492 à Giovanni Cristoforo Romano, un sculpteur apprécié actif dans les cours de Mantoue et de Ferrare. Il a été réalisé avec la collaboration de Benedetto Briosco, qui a signé la statue de la vierge avec l'Enfant au centre.

### Le monument funéraire de Ludovico il Moro et Beatrice d'Este
Sur le côté gauche du transept se trouvent les gisants du duc de Milan Ludovic Sforza (Milan, 1452 - Loches, 1508) et de son épouse Béatrice d'Este (Ferrare, 1475 - Milan, 1497), œuvre de la Renaissance le sculpteur Cristoforo Solari. C'est Ludovico Sforza lui-même qui commanda son exécution après la mort de sa femme en 1497. Les sculptures étaient destinées à être placées dans la galerie de l'église milanaise de Santa Maria delle Grazie, commandée par Moro à Bramante. Cependant, en raison de la chute de Ludovic en 1499, le monument funéraire est resté inachevé. Alors que la partie sous-jacente n'était plus tracée, en 1564, ils furent achetés par Oldrato Lampugnani, et amenés à la Chartreuse.
Les tombes ont toujours été inutilisées, car Ludovico Sforza après la chute du duché de Milan a été capturé par les Français et est mort en France ; il est enterré dans l'église des Pères dominicains de Tarascon, tandis que Béatrice est enterrée dans l'église des Pères dominicains de S. Maria delle Grazie à Milan.

### La nouvelle sacristie
On y accède au bas du transept droit, et a été décoré à l'époque baroque. À l'origine, la salle, construite en 1425, abritait le chapitre et la bibliothèque du monastère et n'a été transformée en sacristie qu'à la fin du XVIe siècle. La grande salle rectangulaire unique a été décorée de fresques en 1600 par le peintre siennois Pietro Sorri, qui, inspiré par la Sixtine de Michel-Ange, couvrait la grande voûte d'épisodes bibliques, de figures monumentales de prophètes dans des niches et d'angelots gracieux tournant dans les lunettes. Par rapport au modèle romain, cependant, l'œuvre de Sorri transmet joie et légèreté au spectateur grâce à l'utilisation d'accords chromatiques clairs et clairs et à la somptuosité des décors et des scènes. Les armoires en bois, ornées de statuettes attribuées à Annibale Fontana, sont un remarquable travail de sculpture. Sur l'autel, le triptyque de l'Assomption est d'Andrea Solari, l'un des principaux représentants de l'école léonardienne qui fleurit à Milan après le départ du maître.

### Vitrail, or, arts mineurs
La Chartreuse possède également un corpus important (et peu étudié) de 13 vitraux, réalisés sur des cartons de maîtres actifs au XVe siècle en Lombardie, tels que Zanetto Bugatto, Vincenzo Foppa, Bergognone, Iacopino de' Mottis, Stefano da Pandino et le Savoyard Hans Witz.
Dans l'ancienne sacristie se trouve un triptyque en ivoire et dent d'hippopotame, œuvre du Florentin Baldassarre  degli Embriachi, offert par Jean Galéas Visconti, et réalisé dans la première décennie du XVe siècle comme retable du maître-autel, où il est resté jusqu'au milieu du XVIe siècle. L'ouvrage, chef-d'œuvre de la sculpture du gothique tardif, mesure 2,45 m à la base pour une hauteur maximale, en référence aux pinacles latéraux, de 2,54 m. Il est composé de compositions minutieuses et orné de petits tabernacles avec des statuettes de saints à l'intérieur ; dans le compartiment central il y a 26 panneaux illustrant la légende des mages selon les évangiles apocryphes ; dans le compartiment de droite et de gauche, 36 bas-reliefs (18 de chaque côté) représentent des épisodes de la vie du Christ et de la Vierge. Dans la pointe médiane, à l'intérieur d'un tondo soutenu par des anges, le Père Éternel domine dans une gloire angélique, tandis que la base du triptyque présente une piété, flanquée de 14 édicules avec autant de statuettes ornées de Saints. Il y a aussi deux piliers polygonaux extérieurs composés de 40 petits tabernacles ornés de statuettes.

### Le petit cloître
Un portail, décoré à l'intérieur de sculptures réalisées par les frères Cristoforo et Antonio Mantegazza et à l'extérieur de Giovanni Antonio Amadeo, mène de l'église au petit cloître au centre duquel se trouve un jardin. Le petit cloître était le lieu où se déroulait l'essentiel de la vie communautaire des pères : celui-ci reliait, avec ses arcades, des environnements tels que l'église, la salle capitulaire, la bibliothèque et le réfectoire.
Le petit cloître a été en partie mis en place dès 1402, mais sa décoration n'a été achevée qu'entre 1451 et les années 1460. La signature de Giovanni Antonio Amadeo (1447-1522) de Pavie peut être lue sur le portail d'entrée du petit cloître. Les ornements en terre cuite qui surmontent les minces piliers de marbre ont été réalisés par le maître crémonais Rinaldo De Stauris en 1466 qui, en collaboration avec les frères Cristoforo et Antonio Mantegazza, a également créé ceux du grand cloître en 1478. Certaines des arches, décorées de fresques par Daniele Crespi, sont maintenant partiellement illisibles. À l'intérieur du petit cloître se trouve le bassin en pierre et en terre cuite, avec la représentation de la scène de la Samaritaine au puits (troisième quart du XVe siècle).

### La bibliothèque
Dès sa fondation, les moines disposaient d'une bibliothèque, comprenant des textes liturgiques nécessaires aux célébrations quotidiennes, et d'autres, de sujets scientifiques et humanistes. On sait qu'une première bibliothèque fut aménagée entre 1426 et 1427, mais à la fin du XVIe siècle ses locaux servaient de sacristie et constituaient la nouvelle sacristie de l'église et la bibliothèque fut déplacée à son emplacement actuel, situé sur la côté le plus court du cloître, petit, où se trouvait autrefois l'infirmerie du monastère. La bibliothèque a été mise en place par le prieur Matteo Valerio dans la première moitié du XVIIe siècle, qui l'a également enrichie de textes profanes et de manuscrits. En 1782, avec la suppression de la Chartreuse, son importante fut en partie divisée entre la Bibliothèque nationale Braidense de Milan et la Bibliothèque universitaire de Pavie, bien que certains volumes aient été perdus. Il restait dans la bibliothèque du monastère treize chœurs illuminés par Evangelista della Croce, Benedetto da Corteregia de Bergame, un moine valombrosien du monastère de San Lanfranco à Pavie, et Guarnerio Beretta datant du XVIe siècle, avec des textes et de la musique des chants des masses ordonnée selon la séquence de l'année,.

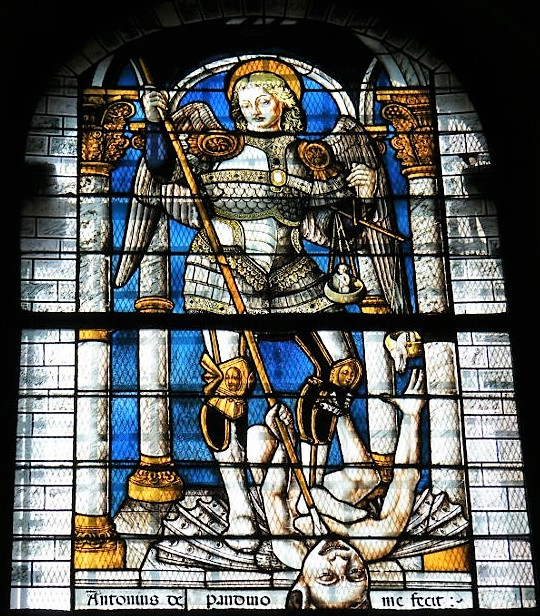
Antonio da Pandino, Saint Michel, vers 1470.
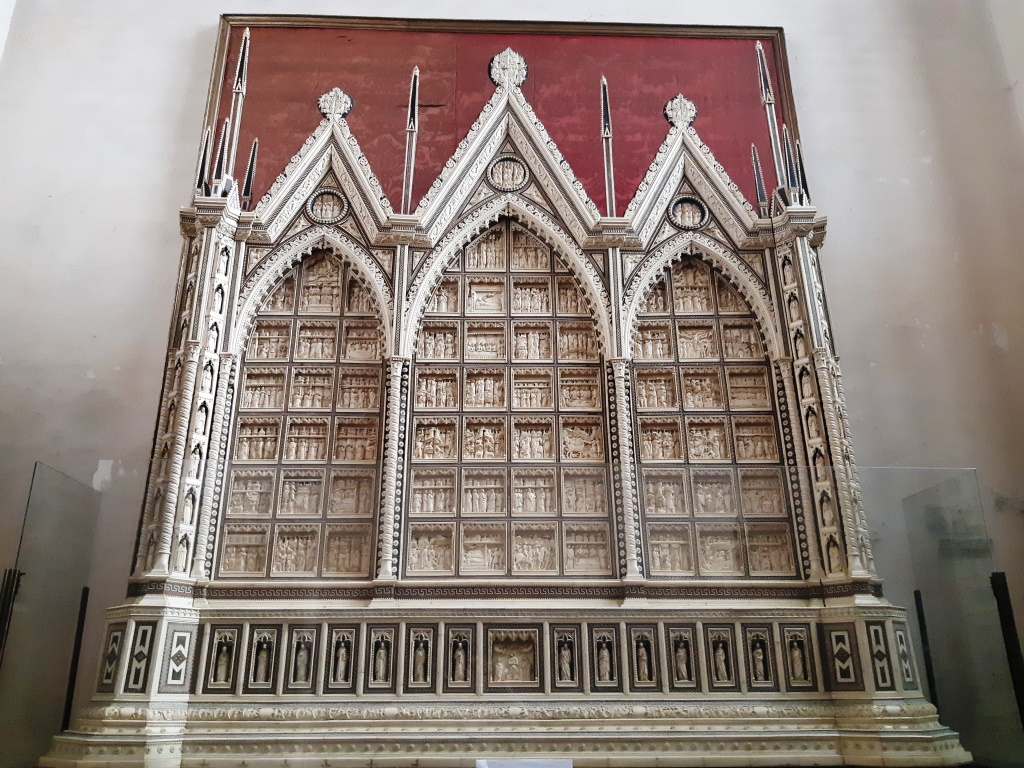
Baldassarre degli Embriachi, Triptyque des Embriachi (1400-1409).
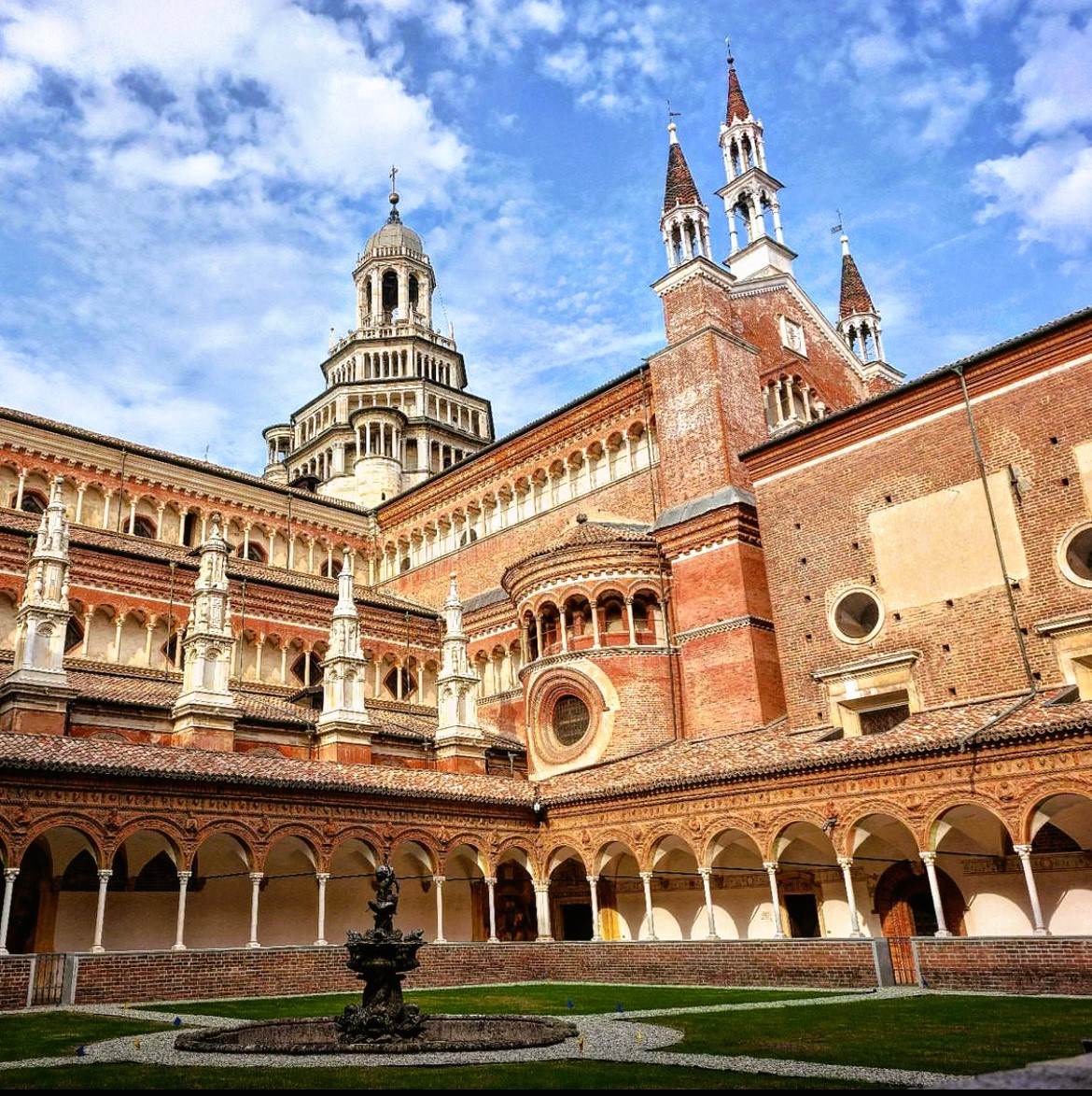
Le petit cloître.
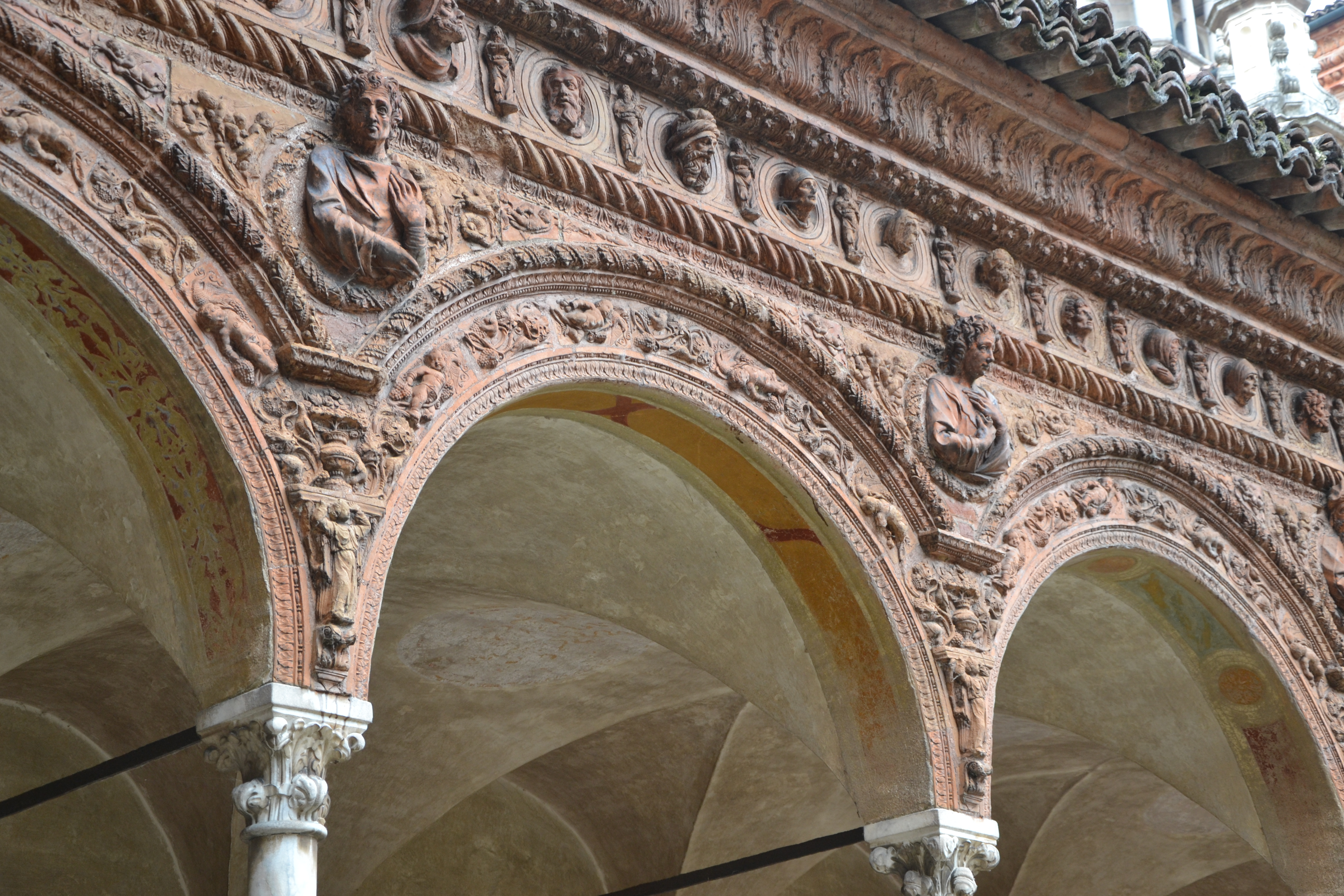
Détail du petit cloître.
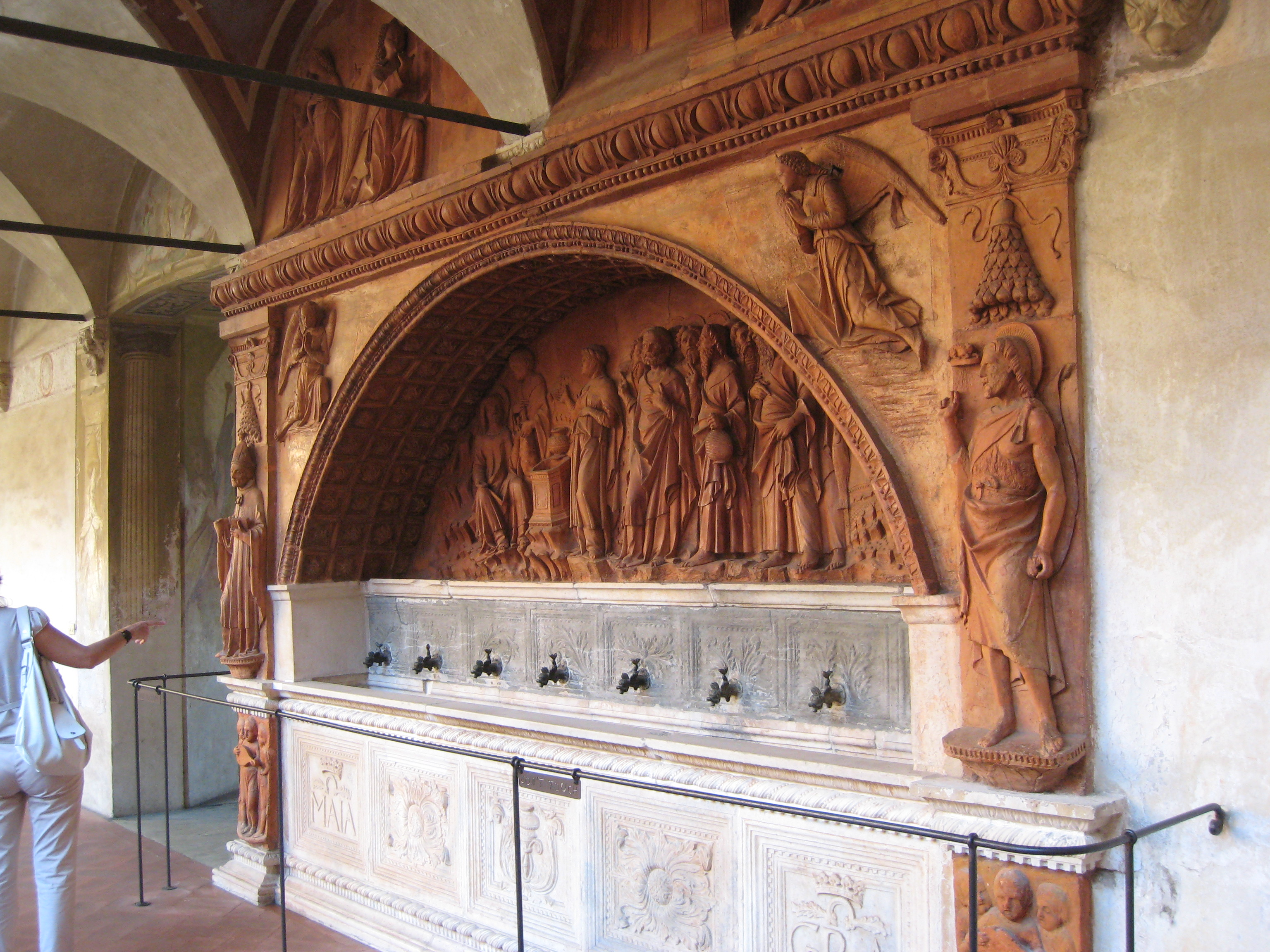
Le bassin du petit cloître, XVe siècle.
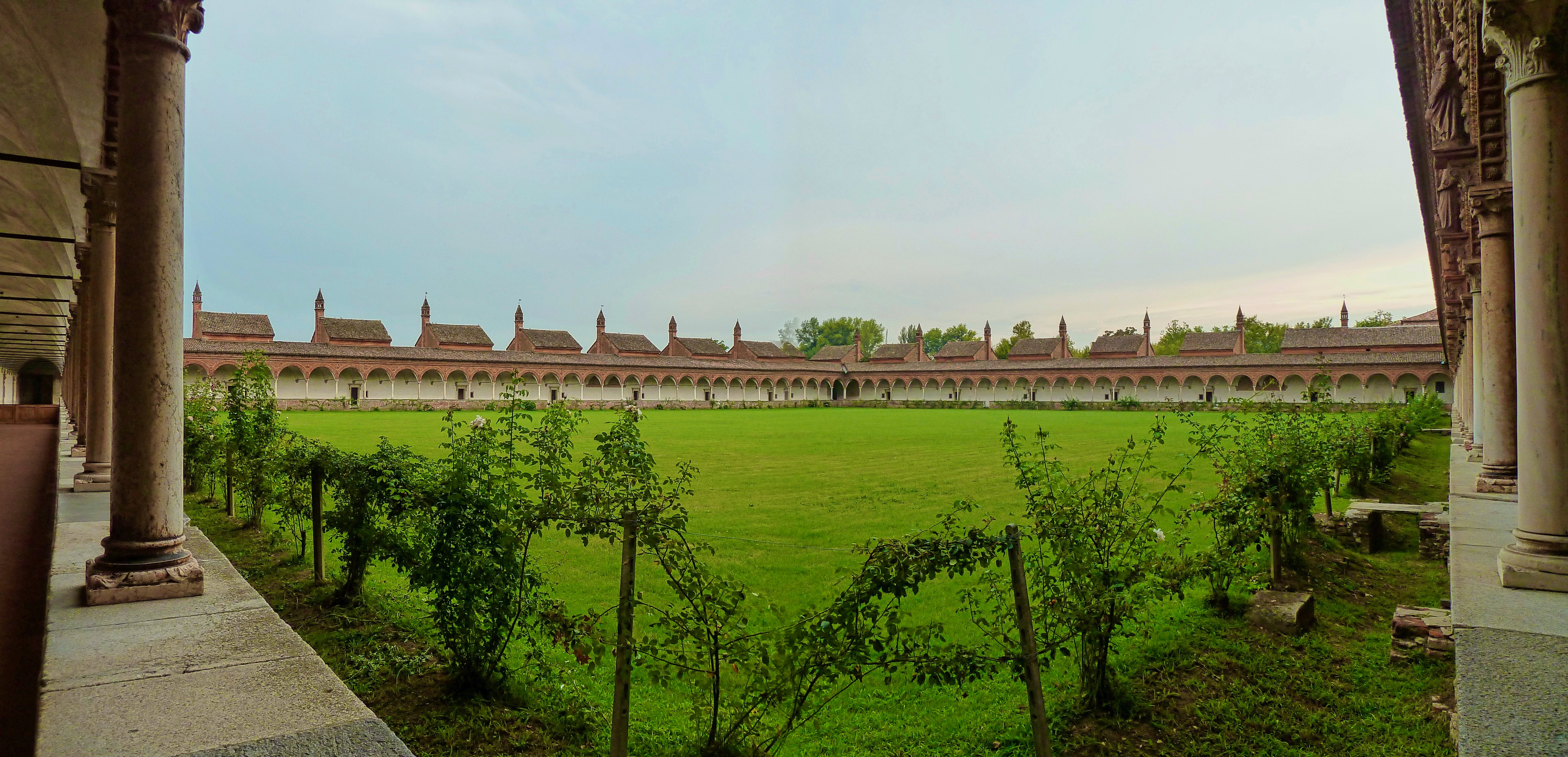
Le grand cloître.
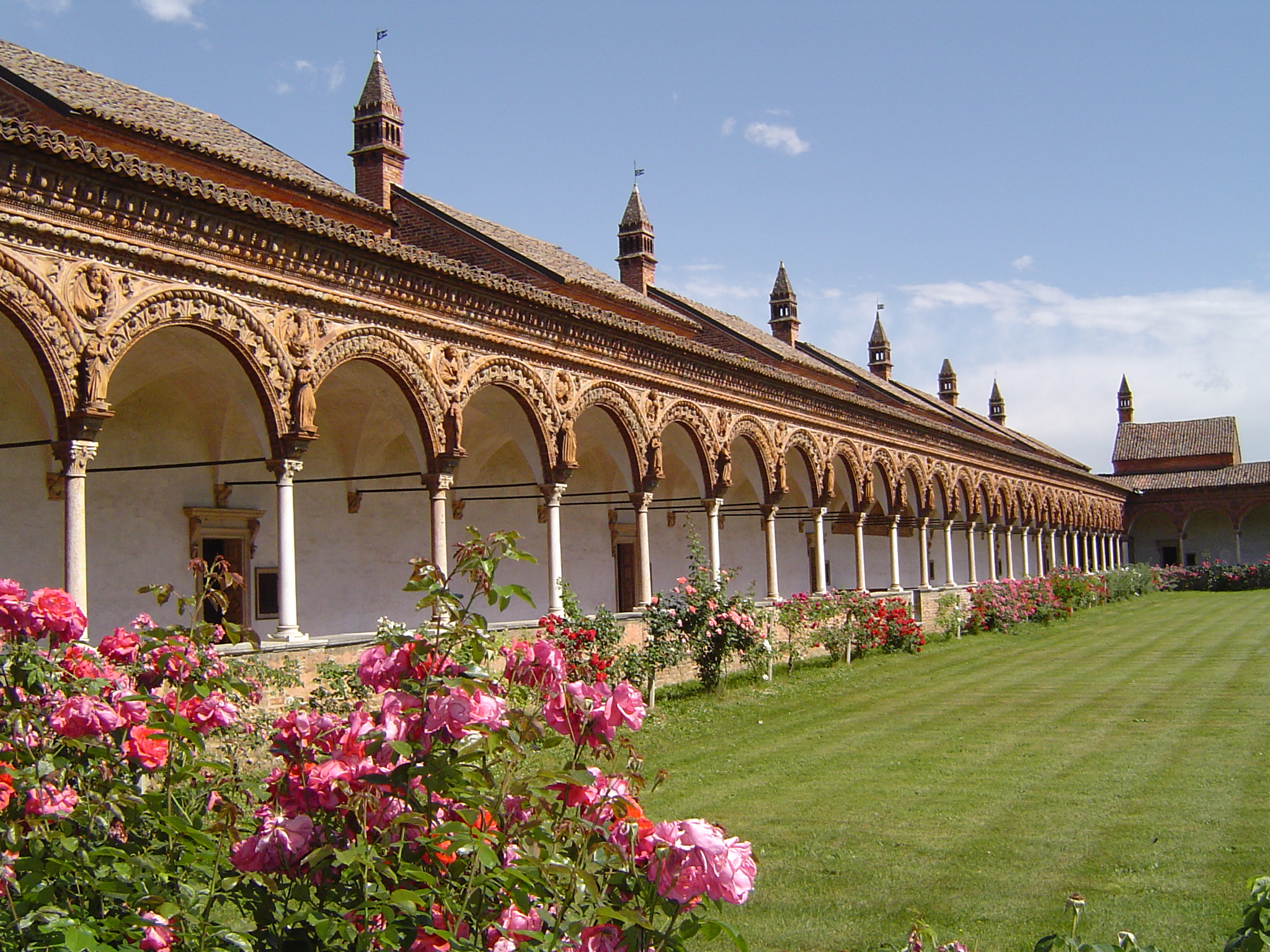
Détail du grand cloître.
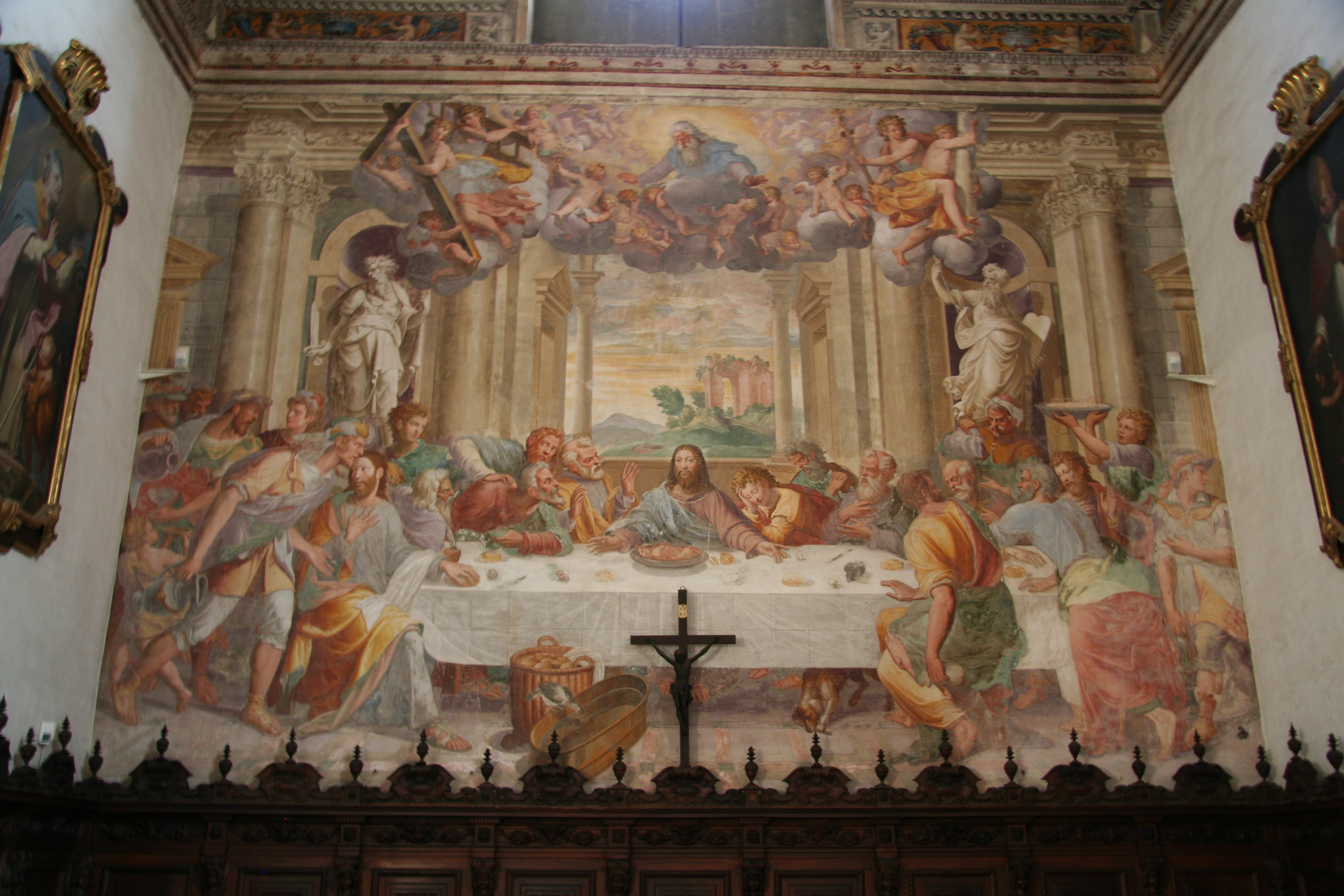
Ottavio Semini, la Céne, dans le réfectoire.

### Le grand cloître
Des décorations similaires à celles du petit cloître, œuvre des mêmes sculpteurs, sont également présentes dans le grand cloître, long d'environ 125 mètres et large d'environ 100. À l'origine les cellules étaient au nombre de 23. Des interventions structurelles en 1514 vont en augmenter le nombre, qui augmenta à 36. Aujourd'hui 24 cellules ou petites maisons surplombent le grand cloître, maisons des moines, composées chacune de trois pièces et d'un jardin. À côté de l'entrée des cellules, repérée par les lettres de l'alphabet, se trouve une petite ouverture dans laquelle le moine recevait son repas quotidien en semaine, dans lequel la solitude était prescrite. Pour les repas communautaires, admis uniquement les jours fériés, tous se réunissaient au réfectoire. Le vaste portique, avec 122 arcs, a été construit par Guiniforte Solari entre 1463 et 1472, même si la terre cuite décorative n'a été achevée que vers 1480. Les colonnes des arcs, décorées d'anneaux en terre cuite élaborés, de tondi et de statues de saints, prophètes et anges, sont alternativement en marbre blanc et en marbre rose de Vérone. Le grand cloître est équipé d'une grande horloge mécanique datant de 1731 et munie de deux cloches.

### Réfectoire
Une des premières pièces à être construites, dans les premières années du chantier  elle fut utilisée comme église, étant une très grande salle rectangulaire, comme indiqué dans l'avancement des travaux rédigé en 1451 à la demande de Francesco Sforza. Sur le mur ouest de la salle se trouve une petite fresque, la plus ancienne du monastère, de style gothique tardif représentant une Vierge à l'Enfant par les Zavattari. La voûte segmentée présente la décoration la plus ancienne, qui comprend une Vierge à l'Enfant et des Prophètes dans les lunettes attribuées à Ambrogio da Fossano, tandis qu'au centre se trouve le soleil ou rayon rayonnant, emblème de la dynastie Visconti. La chaire en marbre a été sculptée au début du XVIe siècle avec l'arc classique et la balustrade avec des statues d'où les lectures étaient faites pendant les repas. Plus tard, la fresque de la Cène (1567), fut réalisée par Ottavio Semini.

## Œuvres
- Fresques des voûtes de Ambrogio Borgognone et Bernardino Borgognone
- Fresques de la coupole d'Alessandro Casolani et Pietro Sorri

Œuvres déplacées
La Vierge de la roseraie, peinte pour La Chartreuse par Bernardino Luini en 1525 (63 × 70 cm) est aujourd'hui à la Pinacothèque de Brera à Milan.

## Le musée de la Chartreuse
Le musée de la Chartreuse de Pavie est installé dans les salles du Palais Ducal, résidence d'été des dynasties Visconti et Sforza puis utilisée comme maison d'hôtes. Le bâtiment, modifié en 1625 par une intervention sur la façade de l'architecte Francesco Maria Richini, présente une succession linéaire de fenêtres entre demi-colonnes qui donnent de la luminosité à l'ensemble de la structure. Il abrite des œuvres issues du complexe monastique ou liées à celui-ci. La galerie du rez-de-chaussée, la galerie des moulages en plâtre récemment rénovée, abrite plus de 200 moulages à grande et petite échelle.

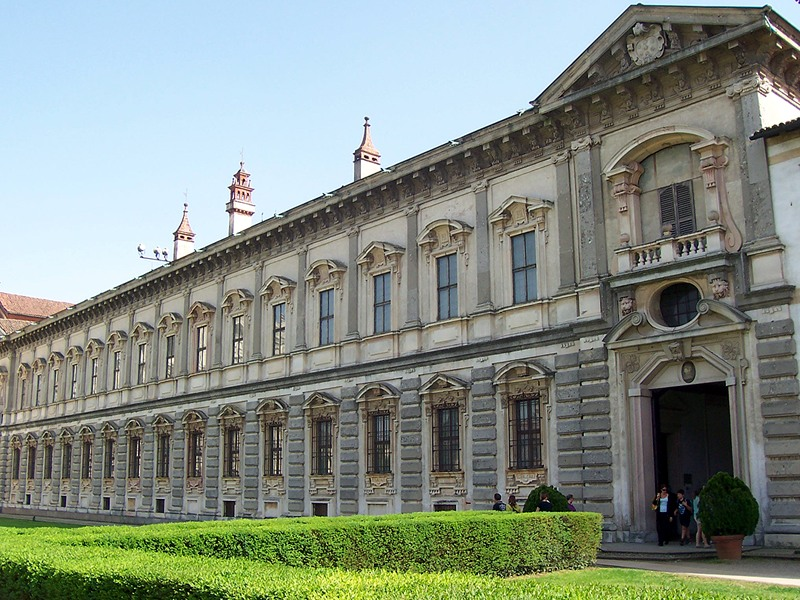
Francesco Maria Richini, Palais Ducal (1625), siège du Musée de la Chartreuse.
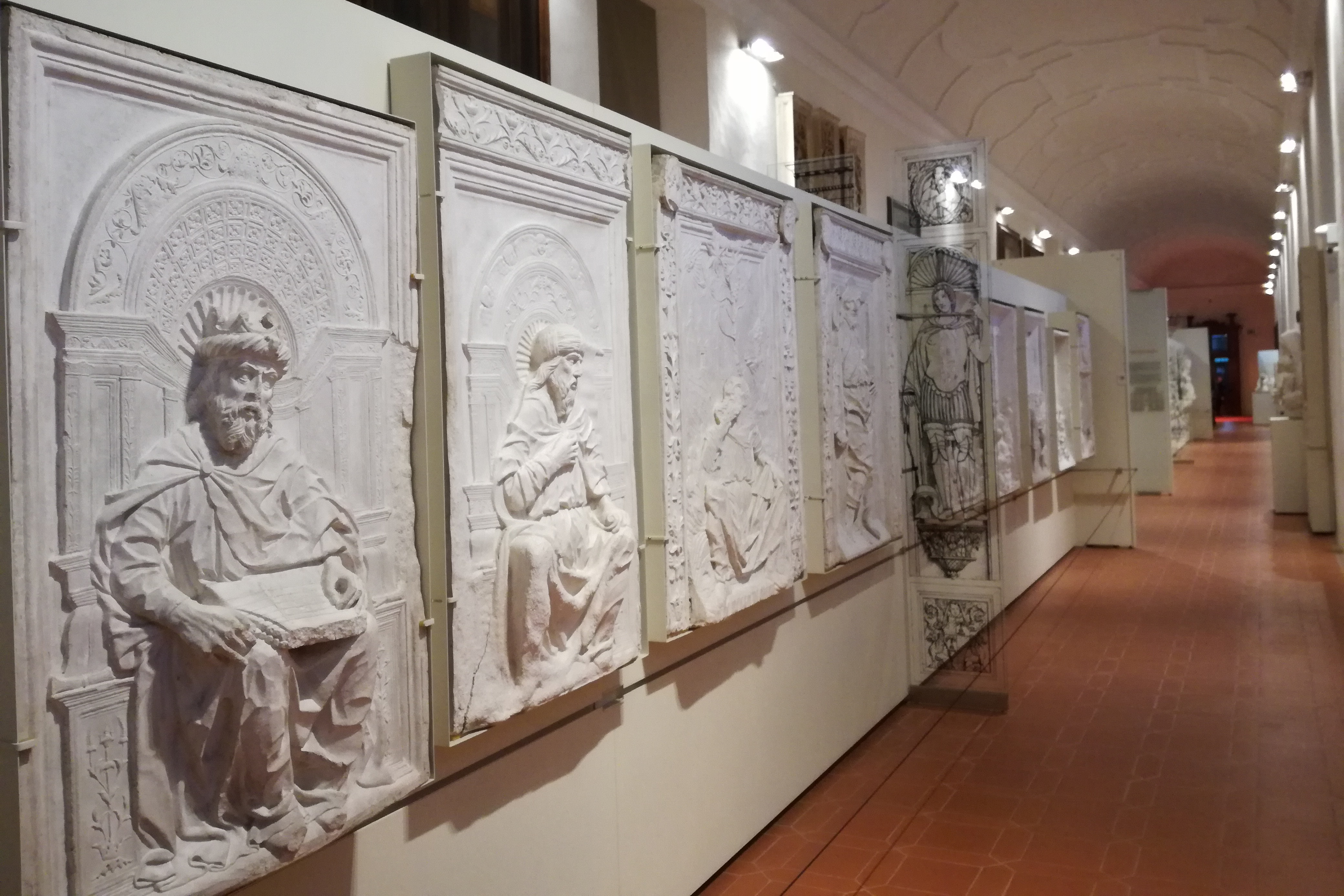
La galerie des plâtres.
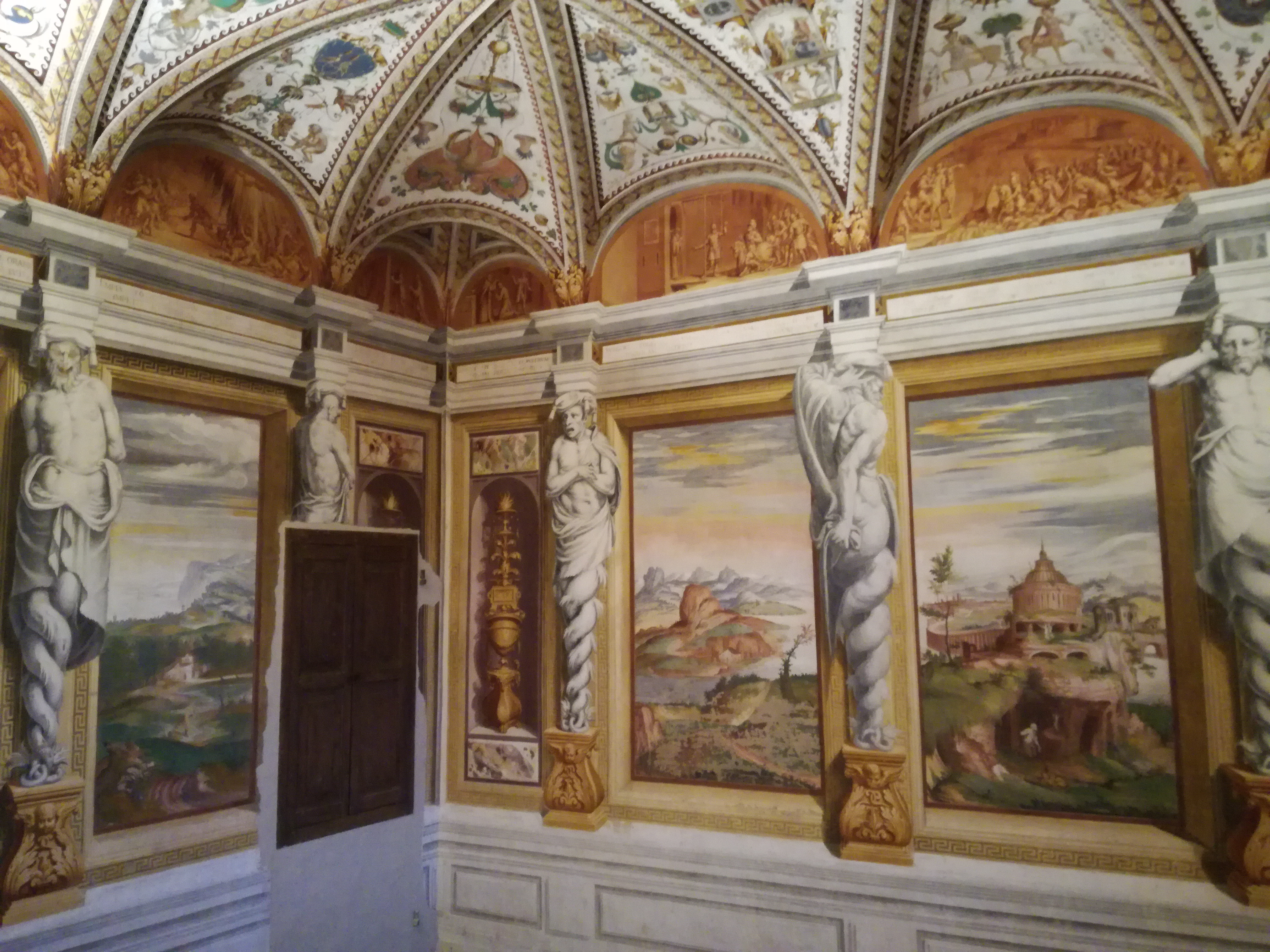
L'étude, vers 1550-1580.
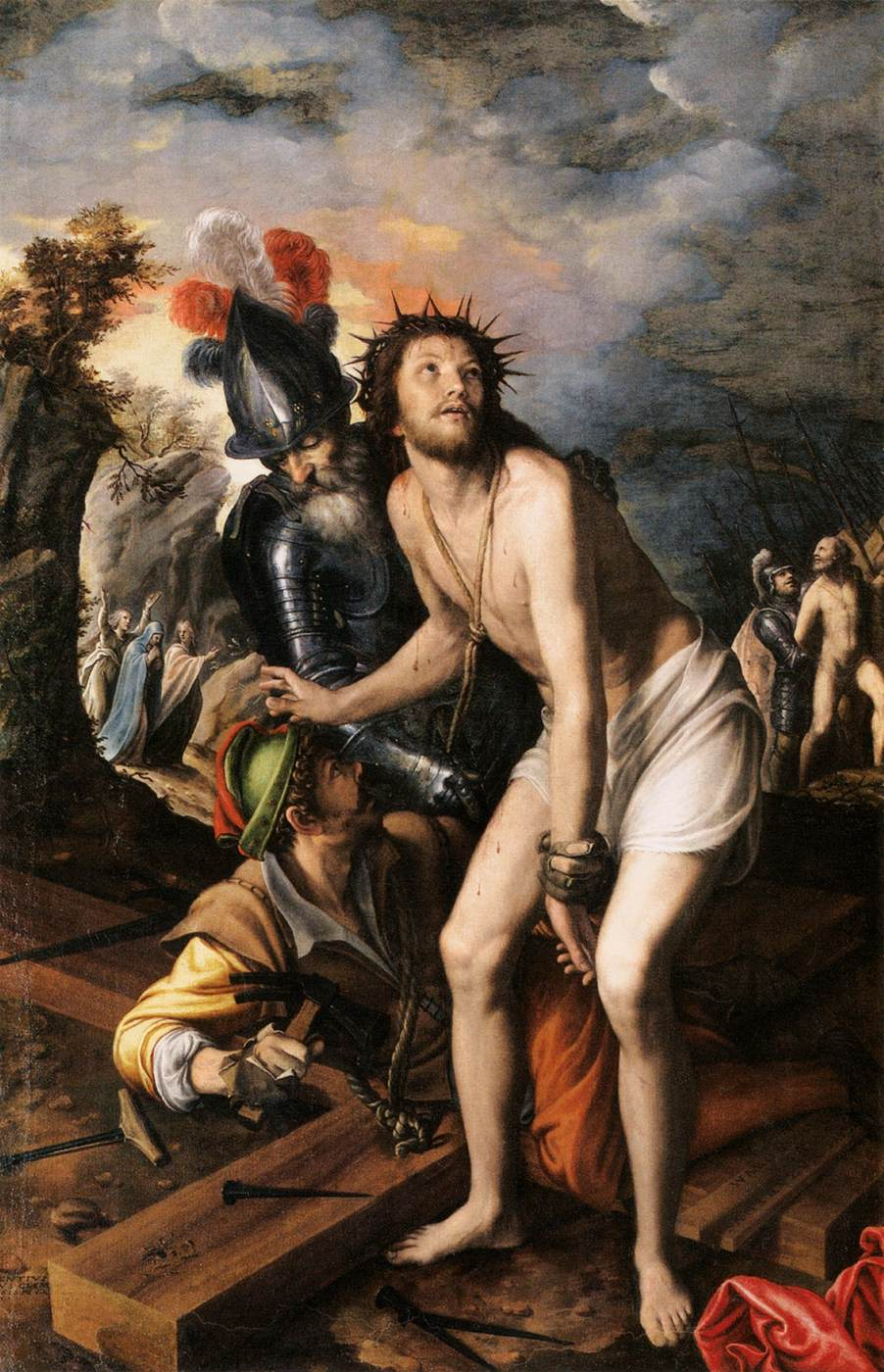
Vincenzo Campi, Christ cloué sur la croix (1575).
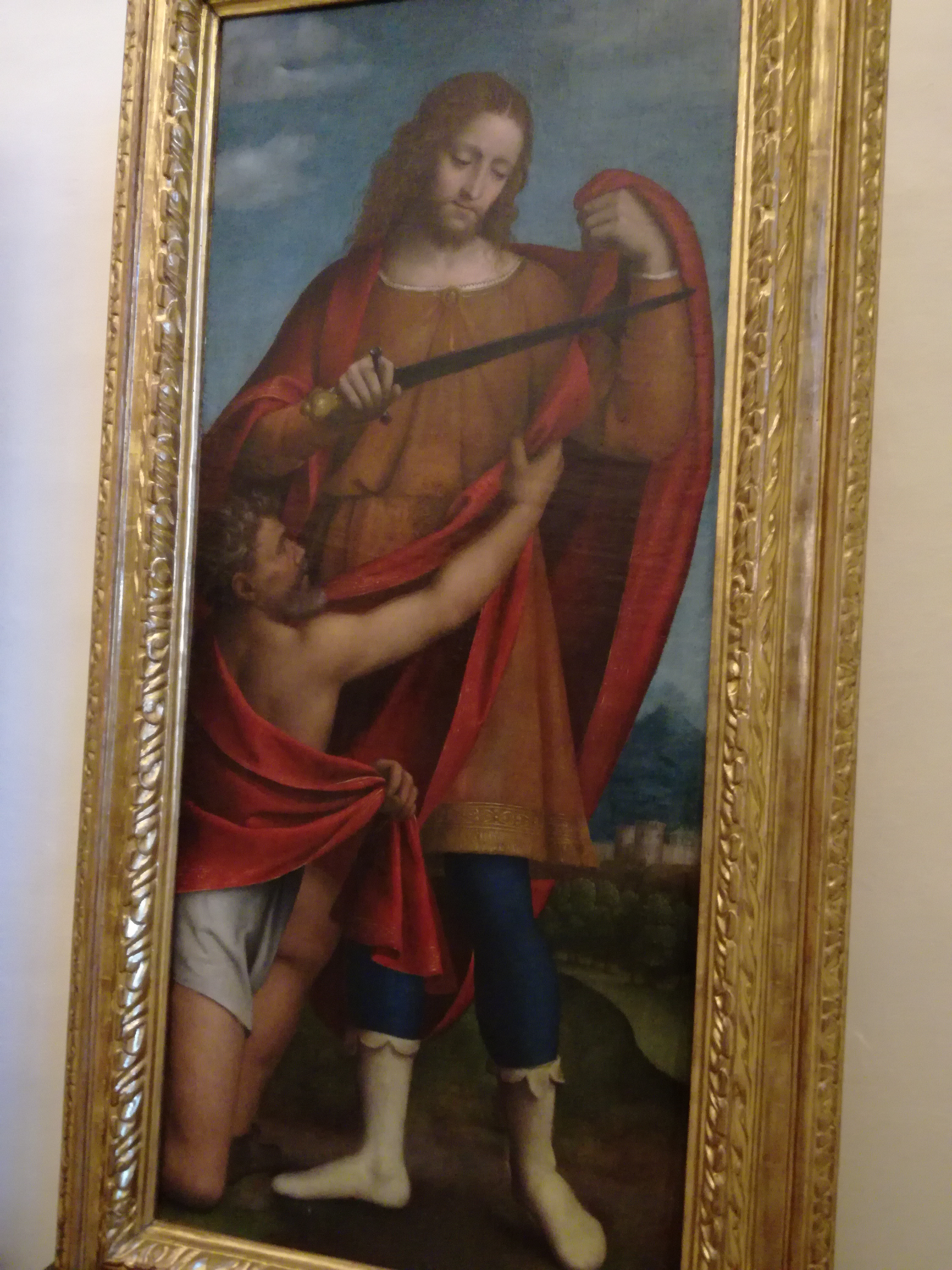
Bernardino Luini, Saint Martin (1520-1522)
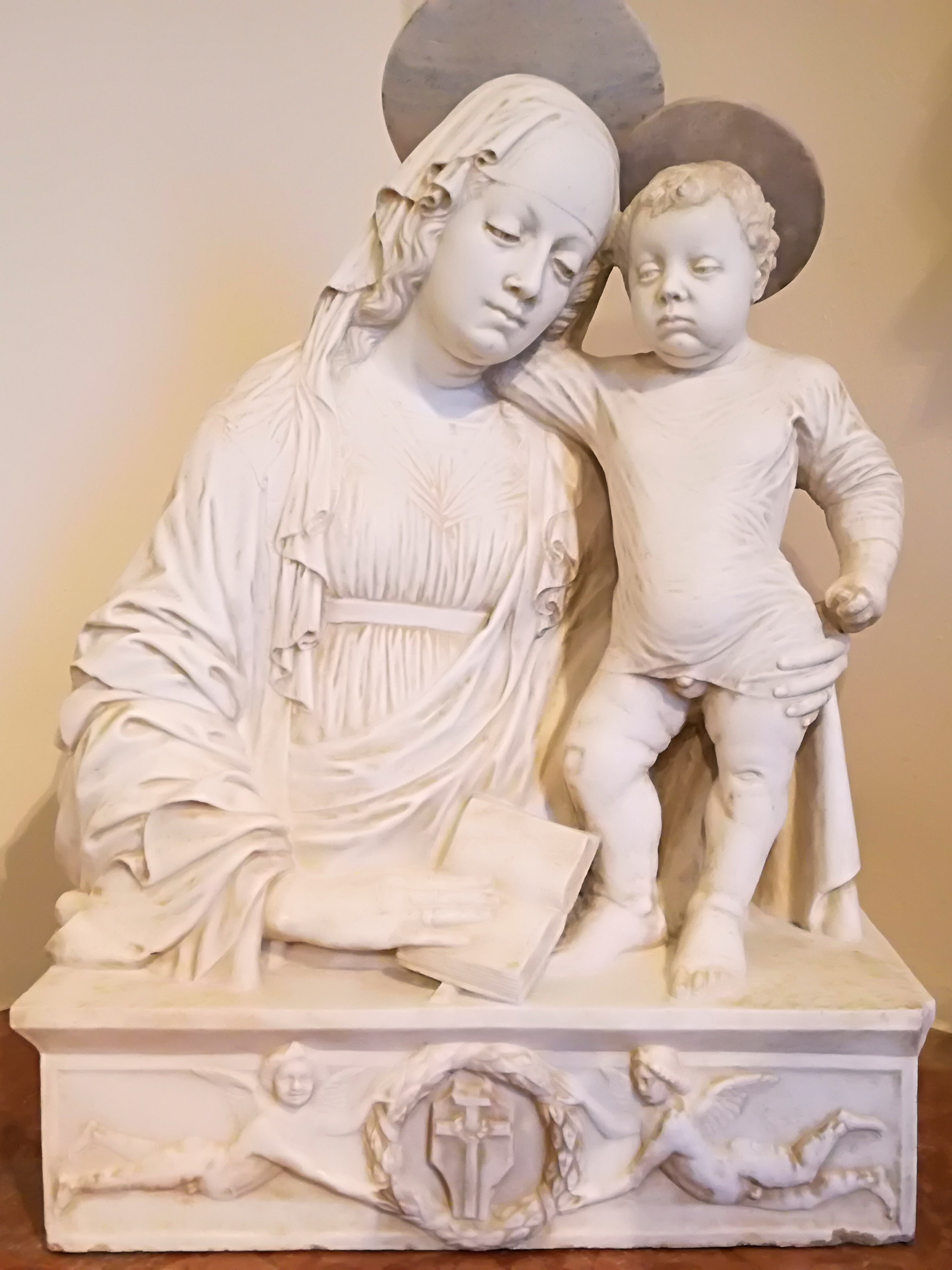
Lombard anonyme, Vierge à l'enfant XVe siècle.
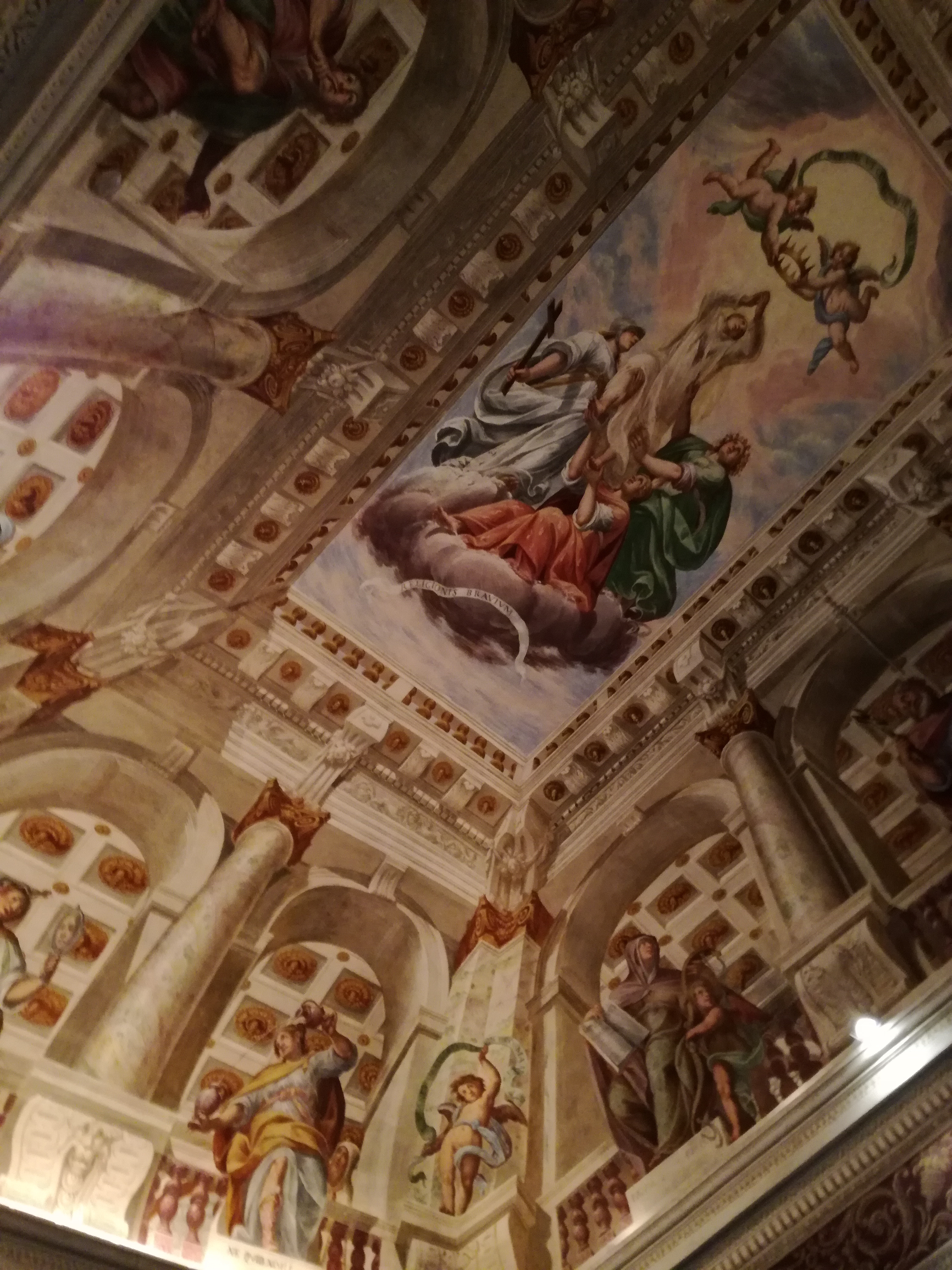
Giovanni Mauro della Rovere, Gloire de Saint Bruno le Chartreux.

La gipsoteca rassemble plus de 200 moulages à grande et petite échelle et quelques sculptures, dont le Christ déploré d'Antonio della Porta (début du XVIe siècle). Dans les années 2002 à 2006, la plupart de ces moulages ont été restaurés et placés, avec une nouvelle mise en page par la Surintendance du Patrimoine Architectural et Paysager de Lombardie, dans la galerie du rez-de-chaussée du Palais Ducal. À l'étage, le décor historique de 1911 de Luca Beltrami a été conservé et, à quelques aménagements près, les extraordinaires hauts-reliefs en marbre de Bambaia, on conserve les sculptures de Giovanni Antonio Amadeo et Antonio Mantegazza datant d'environ 1480. Ici sont également conservées des sculptures en pierre polychrome d'artistes lombards de la seconde moitié du XVe siècle, des peintures murales du XVIe siècle détachées de leur lieux originaux, peintures sur panneaux, comme le Retable de Bartolomeo Montagna, l'Ecce homo de Bramantino, Saint Martin et Saint Ambroise de Bernardino Luini. Il existe également d'autres peintures sur toile de Guglielmo Caccia, de Vincenzo Campi, de Giovanni Agostino da Lodi, de Giuseppe Procaccini, de Stefano Maria Legnani, de Giuseppe Vermiglio. La salle C conserve les portraits de Jean Galéas Visconti, de sa seconde épouse Cathrine Visconti et de nombreux membres de la dynastie. Vient ensuite l'étude, peinte à fresque dans la seconde moitié du XVIe siècle d'un paysage en trompe-l'œil, rythmée en carrés par de monumentales figures monochromes aux jambes serpentines, appelées télamons, tandis que la voûte, ornée de spectaculaires grotesques peints au pinceau typ. sur fond blanc, il abrite au centre, dans un cadre elliptique, la représentation du Songe de Constantin. À côté se trouve la salle D, destinée à l'origine à l'oratoire de l'hôtellerie, dont la voûte est ornée de fresques de Giovanni Mauro della Rovere dit Fiammenghino. Ensuite, il y a la salle F, avec des chefs-d'œuvre de Bartolomeo Montagna, Ambrogio Bergognone et Bernardino Luini. Il y a aussi d'autres salles avec des sculptures, des peintures et des fresques du monastère et de son chantier.